# Liste der Kulturdenkmale in Penig

Wappen von Penig

In der Liste der Kulturdenkmale in Penig sind die Kulturdenkmale der sächsischen Stadt Penig verzeichnet, die bis September 2023 vom Landesamt für Denkmalpflege Sachsen erfasst wurden (ohne archäologische Kulturdenkmale). Die Anmerkungen sind zu beachten.
Diese Aufzählung ist eine Teilmenge der Liste der Kulturdenkmale im Landkreis Mittelsachsen.

## Penig
| Bild                                    | Bezeichnung | Lage                                                      | Datierung | Beschreibung | ID       |
| --------------------------------------- | --- | --------------------------------------------------------- | --- | --- | -------- |
|                                         | Denkmalschutzgebiet Stadtkern Penig (Vorschlag) | (Stadtkern) (Karte)                                       | 16.–19. Jahrhundert | Denkmalschutzgebiet Stadtkern Penig (Vorschlag) | 09247640 |
| Weitere Bilder                          | Bahndamm (Einzeldenkmal der Sachgesamtheit 09306181) | (Flurstück 885/25) (Karte)                                | 1875 | Einzeldenkmal der Sachgesamtheit Muldentalbahn; Stützmauer zwischen Bahnkilometer 17,5 und 17,7 der Bahnstrecke Glauchau–Wurzen (Muldentalbahn), bossiertes Bruchstein-Mauerwerk mit Strebepfeilern im unteren Bereich, hochliegender exponierter Gleiskörper von imposanter Wirkung, eisenbahn- und technikgeschichtlich von Bedeutung | 09306120 |
| Weitere Bilder                          | Reste der Stadtbefestigung | (Flurstücke 258 und 273/1) (Karte)                        | Ab 1486 | Teil der mittelalterlichen Stadtmauer in Bruchsteinmauerwerk mit Ruine eines Befestigungsturmes, von stadtbau- und ortsgeschichtlichem Wert | 09235139 |
| Weitere Bilder                          | Muldenwehr | (Flurstück 728/7) (Karte)                                 | 1969 | Festes Wehr, besteht aus flexiblem, aufblasbarem Gummikörper, erstmals in DDR, 2002 Einbau Fischtreppe und Inbetriebnahme eines Wasserkraftwerkes, orts- und technikgeschichtlich von Bedeutung | 09235472 |
| Weitere Bilder                          | Signalanlage mit Verbindungseinheit zum Stellwerk (Einzeldenkmal der Sachgesamtheit 09306181) | (Flurstück 885/25) (Karte)                                | 2. Hälfte 20. Jahrhundert | Einzeldenkmal der Sachgesamtheit Muldentalbahn; Hauptsignal am Eisenbahnkilometer 17,7, Bahnstrecke Glauchau–Wurzen (Muldentalbahn), verkehrs- und eisenbahngeschichtlich von Bedeutung | 09306134 |
| Weitere Bilder                          | Sachgesamtheitsbestandteil der Sachgesamtheit Muldentalbahn, Teilabschnitt Penig | (Flurstücke 885/25, 885/26, 723/8, 723/5, 885/13) (Karte) | 1875 | Sachgesamtheitsbestandteil der Sachgesamtheit Muldentalbahn, Teilabschnitt Penig, mit den Einzeldenkmalen: Eisenbahndamm (siehe 09306139), mit Empfangsgebäude, Güterschuppen, zwei Stellwerken, Bahnübergang, drei Hauptsignalen, Gleisanlage, Bahnwärterhäuschen (Bahnhofstraße 161, siehe 09235148), Eisenbahnbrücke (Dittmannsdorfer Straße, siehe 09306138), Eisenbahndamm (siehe 09306120), Signalanlage (siehe 09306134) sowie den Sachgesamtheitsteilen: zwei Eisenbahnbrücken (siehe auch Glauchau, 09306181); Sachgesamtheit mit allen Bahnanlagen, darunter Gleisanlagen mit Unter- und Oberbau, Streckenkilometrierung, Fernmelde- und Signalanlagen, Bahnstationen einschließlich aller Funktionsbauten, Wärterhäuschen, Brücken und Durchlässen in den Gemeinden Glauchau (Ortsteile Glauchau, Kleinbernsdorf, Reinholdshain, Niederlungwitz), Limbach-Oberfrohna (Ortsteile Wolkenburg-Kaufungen, Herrndorf, Uhlsdorf), Remse (Ortsteil Remse), Waldenburg (Ortsteile Niederwinkel, Oberwinkel, Waldenburg), Lunzenau (Ortsteile Lunzenau, Berthelsdorf, Cossen, Rochsburg, Göritzhain), Penig (Ortsteile Markersdorf, Penig, Amerika, Arnsdorf, Thierbach, Zinnberg), Rochlitz (Ortsteile Penna, Rochlitz; Zaßnitz), Seelitz (Ortsteile Fischheim, Seelitz, Biesern, Steudten), Colditz (Ortsteile Colditz, Lastau, Möseln, Sermuth, Zschetzsch), Grimma (Ortsteile Großbothen), für die Industrieentwicklung des Muldentals wichtige und landschaftsbildende prägende Normalspurbahn, wirtschaftsgeschichtlich, eisenbahngeschichtlich, landschaftsgestaltend sowie regionalgeschichtlich von Bedeutung | 09306169 |
| Weitere Bilder                          | Eisenbahndamm (Einzeldenkmal der Sachgesamtheit 09306169) | Amerikaweg (Karte)                                        | 1875 | Einzeldenkmal der Sachgesamtheit Muldentalbahn; Futtermauer des Muldentalbahndammes zur Mulde hin zwischen Bahnkilometer 21,2 und 21,4, exponierte landschaftsprägende Trassierung, eisenbahn- und verkehrsgeschichtlich von Bedeutung | 09306139 |
|                                         | Obelisk „Weiße Spitze“, auf sogenanntem „Hühnerberg“ | Amerikaweg (Karte)                                        | 1838 | Zur Erinnerung an die Kämpfe um den Peniger Muldenübergang vom 6. bis 9. Oktober 1813, geschichtlich von Bedeutung | 09235118 |
| Direkt Bild zu diesem Denkmal hochladen | Bahnwärterhaus (Einzeldenkmal der Sachgesamtheit 09306169) | Amerikaweg 4 (Karte)                                      | 1875 | Einzeldenkmal der Sachgesamtheit Muldentalbahn; Typenbau, weitestgehend original erhalten, bei km 21,4 der Bahnstrecke Glauchau–Wurzen (Muldentalbahn), eisenbahn- und verkehrsgeschichtlich von Bedeutung | 09306141 |
| Weitere Bilder                          | Baumwollspinnerei Amerika (Sachgesamtheit) | Amerikaweg 5, 6, 7 (Karte)                                | 1870 (Wohnheim); um 1900 (Pförtnerhaus) | Sachgesamtheit Baumwollspinnerei Amerika mit folgenden Einzeldenkmalen: Turbinenhalle Baumwollspinnerei Amerika: Turbinenhalle (Nr. 6), Spinnmühle (Nr. 7) und Werkstattgebäude mit Schlosserei und Schmiede, Pförtnerhäuschen mit Toreinfahrt (Nr.5), Wehranlage mit Wehr, Ober- und Untergraben des Mühlgrabens, zwei Schützen sowie Uferbefestigung an der Zwickauer Mulde (siehe 08961080) sowie Wohnhaus als Sachgesamtheitsteil; als Teil der ehemaligen Industriekolonie von ortshistorischer und sozialgeschichtlicher Bedeutung | 08961078 |
| Weitere Bilder                          | Turbinenhalle (Nr. 6), Spinnmühle (Nr. 7) und Werkstattgebäude mit Schlosserei und Schmiede, Pförtnerhäuschen mit Toreinfahrt, Wehranlage mit Wehr, Ober- und Untergraben des Mühlgrabens, zwei Schütze sowie Uferbefestigung an der Zwickauer Mulde (Einzeldenkmale der Sachgesamtheit 08961078)                                                                   | Amerikaweg 6, 7 (Karte)                                   | 1836 (Spinnerei); 1870 (Schlosserei und Schmiede); um 1910 (Uferbefestigung); 1910–1911 (Turbinenhaus); 1930er Jahre (Wasserelement)                  | Einzeldenkmale der Sachgesamtheit Baumwollspinnerei Amerika; als Teil der ehemaligen Industriekolonie von ortshistorischer, sozialgeschichtlicher und technikgeschichtlicher Bedeutung | 08961080 |
| Weitere Bilder                          | Feilenhauerei Bruno Bannat mit technischer Ausstattung | Amerikaweg 7 (Karte)                                      | 19. Jahrhundert | Älteste und einzige vollständig erhaltene Feilenhauerei des letzten noch aktiven Feilenhauers Bruno Bannat in Deutschland mit Maschinen, Werkzeugen und Ausstattung, heute im hinteren Gebäudeteil der Werkstatt mit Schlosserei und Schmiede 158K der Stahlbau Steinbrunner museal untergebracht (ehemals Penig, Thierbacher Straße 4/Hofgebäude), von industrie- und technikgeschichtlich herausragender Bedeutung, Seltenheitswert | 08961770 |
|                                         | Wohnhaus in geschlossener Bebauung | Bahnhofstraße 9 (Karte)                                   | Um 1880 | Mittenbetonte Putzfassade mit Zwerchhaus, baugeschichtlich von Bedeutung | 09235147 |
|                                         | Wohnhaus in offener Bebauung | Bahnhofstraße 10 (Karte)                                  | Um 1890 | Markanter Wohnbau mit aufwendiger Klinker-Werkstein-Fassade, bau- und stadtentwicklungsgeschichtlich von Bedeutung | 09235132 |
|                                         | Wohnhaus in geschlossener Bebauung | Bahnhofstraße 11 (Karte)                                  | Um 1880 | Mittenbetonte Putzfassade mit Zwerchhaus, baugeschichtlich von Bedeutung | 09235149 |
|                                         | Ehemaliges Kaiserliches Postamt | Bahnhofstraße 12 (Karte)                                  | 1889–1890 | Repräsentativer Historismusbau im Stil der Neurenaissance, Klinkerfassaden mit Sandstein- und Klinkergliederungen, bau-, post- und ortsgeschichtlich von Bedeutung | 09235133 |
|                                         | Wohnhaus in geschlossener Bebauung | Bahnhofstraße 13 (Karte)                                  | Um 1880 | Mit Laden, zeittypischer Putzbau mit übergiebeltem Mittelrisalit, bau- und stadtentwicklungsgeschichtlich von Bedeutung | 09235150 |
|                                         | Wohnhaus in Ecklage und geschlossener Bebauung | Bahnhofstraße 15 (Karte)                                  | Um 1880 | Markanter Eckbau mit historisierender Putzfassade, bau- und stadtentwicklungsgeschichtlich von Bedeutung | 09235152 |
| Weitere Bilder                          | Ehemaliges Amtsgericht, heute Grundschule | Bahnhofstraße 16 (Karte)                                  | 1884 | Historisierende Klinkerfassade mit Sandsteingliederungen, baugeschichtlich, ortsgeschichtlich und straßenbildprägend von Bedeutung | 09235135 |
|                                         | Villa | Bahnhofstraße 17 (Karte)                                  | Um 1890 | Zeittypischer Wohnbau mit historisierender Putzfassade, baugeschichtlich von Bedeutung | 09235153 |
| Weitere Bilder                          | Empfangsgebäude mit überdachtem Hausbahnsteig, Güterschuppen, zwei Stellwerke, Bahnübergang, drei Hauptsignale und Bahnwärterhäuschen des Bahnhofs Penig (Einzeldenkmale der Sachgesamtheit Muldentalbahn 09306169) | Bahnhofstraße 161 (Karte)                                 | 1870–1872 (Empfangsgebäude); 1908 (Stellwerk); um 1920 (Bahnwärterhaus); 2. Hälfte 20. Jahrhundert (Formsignal)                                       | Einzeldenkmale der Sachgesamtheit Muldentalbahn; Bahnstrecke Glauchau–Wurzen (Muldentalbahn), km 18,505, regional-, verkehrs- und technikgeschichtlich von Bedeutung | 09235148 |
|                                         | Doppelwohnhaus in ehemals geschlossener Bebauung | Brauhausgasse 5, 7 (Karte)                                | Bezeichnet mit 1837 | Charakteristisches, biedermeierliches Wohngebäude mit bescheidenem Fassadendekor, baugeschichtlich von Bedeutung, ursprünglich mit Kohlehandlung | 09235160 |
|                                         | Wohnhaus in geschlossener Bebauung | Brückenstraße 3 (Karte)                                   | 2. Hälfte 19. Jahrhundert | Mit Laden, markanter Putzbau mit späterem Umbau zum Kaufhaus, baugeschichtlich und städtebaulich von Bedeutung | 09235102 |
|                                         | Wohnhaus in geschlossener Bebauung | Brückenstraße 5 (Karte)                                   | 2. Hälfte 19. Jahrhundert, im Kern älter | Mit Laden, schlichter, zeittypischer Putzbau mit baugeschichtlicher und städtebaulicher Bedeutung | 09235101 |
|                                         | Wohnhaus in Ecklage und geschlossener Bebauung | Brückenstraße 6 (Karte)                                   | Um 1800 | Mit Laden, breit gelagerter Putzbau mit zeittypischem Stichbogenportal, baugeschichtlich und städtebaulich von Bedeutung | 09235043 |
| Weitere Bilder                          | Wohnhaus in geschlossener Bebauung | Brückenstraße 12 (Karte)                                  | Kern 18. Jahrhundert (Wohnhaus); nach 1933 Umbau (Sparkasse)                                                                                          | Im Kern barocker Baukörper, der nach 1933 zur Sparkasse umgebaut wurde, baugeschichtlich und städtebaulich von Bedeutung | 09235159 |
|                                         | Wohnhaus in geschlossener Bebauung | Brückenstraße 13 (Karte)                                  | 17. Jahrhundert | Mit Ladenfront, im Kern barocker, später mehrfach überformter Putzbau mit markantem Erker, bau- und hausgeschichtlich von Bedeutung | 09235095 |
|                                         | Wohnhaus in geschlossener Bebauung | Brückenstraße 15 (Karte)                                  | 16. Jahrhundert | Mit Laden, markantes Renaissancegebäude mit Überformungen des 19. Jahrhunderts, bau- und hausgeschichtlich von Bedeutung | 09235096 |
| Weitere Bilder                          | Wohnhaus in geschlossener Bebauung | Brückenstraße 16 (Karte)                                  | Um 1930, im Kern eventuell älter | Mit Ladenfront, charakteristische Fassade aus der Zeit um 1930 mit mittenbetontem Erker, bau- und stadtentwicklungsgeschichtlich von Bedeutung | 09235100 |
|                                         | Wohnhaus in halboffener Bebauung | Brückenstraße 17 (Karte)                                  | 18. Jahrhundert | Mit Laden, charakteristischer Wohnbau des 18. Jahrhunderts mit markantem Zwerchhaus, baugeschichtlich und städtebaulich von Bedeutung | 09235097 |
|                                         | Wohnhaus in geschlossener Bebauung | Brückenstraße 20 (Karte)                                  | 1. Hälfte 19. Jahrhundert | Mit Laden, Putzbau mit historisierender Fassade, baugeschichtlich von Bedeutung | 09235098 |
|                                         | Wohnhaus in geschlossener Bebauung | Brückenstraße 22 (Karte)                                  | 18. Jahrhundert | Mit Ladenfront, schlichter barocker Wohnbau mit Satteldach, baugeschichtlich und städtebaulich von Bedeutung | 09235094 |
|                                         | Wohnhaus in Ecklage und geschlossener Bebauung | Brückenstraße 26 (Karte)                                  | Um 1750 | Mit Laden, barocker Wohnbau mit markanten Zwerchhäusern, baugeschichtlich und städtebaulich von Bedeutung | 09235093 |
|                                         | Wohnhaus in Ecklage und geschlossener Bebauung | Chemnitzer Straße 1, 3 (Karte)                            | 1711 Dendro | Mit Laden, bauliche Einheit mit Obergasse 23, breit gelagerter Baukörper als Teil der alten Stadtstruktur, baugeschichtlich und städtebaulich von Bedeutung | 09235006 |
| Weitere Bilder                          | Zwei über Eck gestellte Wohnhäuser in geschlossener Bebauung, Seitengebäude und Scheune | Chemnitzer Straße 9, 11 (Karte)                           | 18. Jahrhundert | Einer der letzten in historischer Struktur erhaltenen Ackerbürgerhöfe des Ortes, Wohnhäuser in straßenbildprägender Lage, heimat- und baugeschichtliche Bedeutung | 09235007 |
|                                         | Wohnhaus in geschlossener Bebauung | Chemnitzer Straße 17 (Karte)                              | Um 1750 | Mit Laden, kleinstädtischer Wohnbau als Teil der alten Stadtstruktur, bau- und ortsentwicklungsgeschichtlich von Bedeutung | 09306474 |
|                                         | Wohnhaus in geschlossener Bebauung | Chemnitzer Straße 19 (Karte)                              | Um 1750 | Markanter kleinstädtischer Wohnbau als Teil der alten Stadtstruktur, bau- und ortsentwicklungsgeschichtlich von Bedeutung | 09235008 |
| Weitere Bilder                          | Torhaus (Chemnitzer Straße 28), zehn Grabmale und Ehrenhalle für die Gefallenen des Ersten Weltkrieges auf dem Alten Friedhof (A), Leichenhalle an der Zinnberger Straße, Doppelsäulentoranlage und ein Grabmal auf dem Neuen Friedhof (B) sowie sämtliche Einfriedungsmauern im Bereich des Alten und Neuen Friedhofs (Einzeldenkmale der Sachgesamtheit 09235016) | Chemnitzer Straße 28 (Pfarrberg) (Karte)                  | 18./19. Jahrhundert (Grabmale); um 1910 (Grabanlage Castorf); um 1920 (Grabanlage Winkler, Leichenhalle Neuer Friedhof und Friedhofstorhaus)          | Einzeldenkmale der Sachgesamtheit Evangelische Stadtkirche Penig mit Altem und Neuem Friedhof; bau-, kunst- und ortsgeschichtlich von Bedeutung | 09300106 |
| Weitere Bilder                          | Kollergang (ein zweiter Kollergang am Eingang der Papierfabrik Penig Flinschstraße 7–11 aufgestellt, siehe 09235053) | Chemnitzer Straße 121 (bei) (Karte)                       | 1. Hälfte 20. Jahrhundert | Ehemals zur technischen Ausstattung der Patentpapierfabrik Penig gehörig, technik- und ortsgeschichtlich von Bedeutung | 09306875 |
|                                         | Eisenbahnbrücke (Einzeldenkmal der Sachgesamtheit 09306169) | Dittmannsdorfer Straße (Karte)                            | 1875 | Einzeldenkmal der Sachgesamtheit Muldentalbahn; Rundbogenbrücke mit Stützmauern in Bruchsteinmauerwerk ausgeführt, erbaut am km 19,222 der Bahnstrecke Glauchau–Wurzen (Muldentalbahn), eisenbahn- und technikgeschichtlich von Bedeutung | 09306138 |
| Direkt Bild zu diesem Denkmal hochladen | Villa Linda mit Einfriedung | Dittmannsdorfer Straße 37 (Karte)                         | Um 1903 | Zeittypischer Putzbau im Reformstil mit Zierfachwerk, baugeschichtlich von Bedeutung | 09235120 |
|                                         | Wohnhaus in offener Bebauung | Dittmannsdorfer Straße 51 (Karte)                         | Um 1650 | Fachwerkgebäude mit geschweiften Andreaskreuzen, baugeschichtlich, hausgeschichtlich und straßenbildprägend von Bedeutung | 08961049 |
| Direkt Bild zu diesem Denkmal hochladen | Südliches Wohnstallhaus eines Vierseithofes | Dittmannsdorfer Straße 70 (Karte)                         | Bezeichnet mit 1801 | Regionaltypischer Fachwerkbau, wichtiger Teil der alten Ortsbebauung, bau- und heimatgeschichtlich von Bedeutung | 08961050 |
| Direkt Bild zu diesem Denkmal hochladen | Westliches Seitengebäude und nördliche Durchfahrtsscheune eines Bauernhofes (beide mit Oberlaube) | Dittmannsdorfer Straße 81 (Karte)                         | Bezeichnet mit 1774 (Seitengebäude); um 1774 (Scheune)                                                                                                | Beide Gebäude in regionaltypischer Fachwerkbauweise, die Oberlauben mit Seltenheitswert, bau- und heimatgeschichtlich von Bedeutung | 08961051 |
|                                         | Denkmal für die Gefallenen des Ersten und Zweiten Weltkrieges | Dittmannsdorfer Straße 84 (neben) (Karte)                 | Nach 1945 | Ortsgeschichtlich von Bedeutung | 08961053 |
| Direkt Bild zu diesem Denkmal hochladen | Nordöstliche Scheune eines Vierseithofes | Dittmannsdorfer Straße 99 (Karte)                         | Um 1800 | Regionaltypische Fachwerk-Scheune, heimatgeschichtlich von Bedeutung; gutes Beispiel für die Holzbauweise im Ort | 08961052 |
| Weitere Bilder                          | Wohnhaus in Ecklage und halboffener Bebauung | Enge Gasse 1 (Karte)                                      | Bezeichnet mit 1759 | Ehemaliges Torwächterhaus, bau- und stadtgeschichtlich von Bedeutung | 09235018 |
| Weitere Bilder                          | Wohnhaus in Ecklage und geschlossener Bebauung | Enge Gasse 2 (Karte)                                      | Um 1750 | Ortstypischer, breit gelagerter Putzbau als Teil der alten Stadtstruktur, baugeschichtlich und städtebaulich von Bedeutung | 09235019 |
| Weitere Bilder                          | Wohnhaus in geschlossener Bebauung | Enge Gasse 4 (Karte)                                      | 1802 | Ortstypischer Putzbau als Teil der alten Stadtstruktur, bau- und stadtentwicklungsgeschichtlich von Bedeutung | 09235020 |
|                                         | Wohnhaus in geschlossener Bebauung | Flinschstraße 1 (Karte)                                   | Um 1910 | Zeittypischer Putzbau mit Zwerchhaus, wohl als Werkswohnungen für die Papierfabrik Penig genutzt, siehe auch Wohnhaus Flinschstraße 3, bau- und ortsentwicklungsgeschichtlich von Bedeutung | 09235112 |
|                                         | Wohnhaus in geschlossener Bebauung | Flinschstraße 3 (Karte)                                   | Um 1910 | Zeittypischer Putzbau mit Fachwerk-Ziergiebel, wohl als Werkswohnungen für die Papierfabrik Penig genutzt, siehe auch Wohnhaus Flinschstraße 1, bau- und ortsentwicklungsgeschichtlich von Bedeutung | 09235113 |
| Weitere Bilder                          | Drei Produktionsgebäude, Turbinenhaus und Schaltanlagenhaus einer Fabrikanlage sowie Schausammlung historischer Laborgeräte und Siebwalzen, weiterhin Kollergang (ein zweiter Kollergang aus der Papierfabrik heute an der Chemnitzer Straße bei Nr. 121 aufgestellt, siehe 09306875)                                                                               | Flinschstraße 7–11 (Karte)                                | Um 1880 (Fabrikgebäude); bezeichnet mit 1882 (Fabrikgebäude); um 1900 (Fabrikgebäude); 1. Hälfte 20. Jahrhundert (Kollergang); um 1925 (Turbinenhaus) | Ältester, noch produzierender Standort der Papierherstellung in Deutschland (seit 1537), Produktionsgebäude verschiedener Bauphasen mit qualitätvoller Gestaltung, Gründer der Maschinen-Papierfabrik war der bedeutende sächsische Papierfabrikant und Papierhändler Ferdinand Traugott Flinsch, Herstellung hochwertiger Papiere für die Handels- und Buchdruckerstadt Leipzig, wertvolle Sammlung von am Ort verwendeter Wasserzeichenwalzen (Egoutteure) und historischer Laborgeräte zur Prüfung der Papierqualität, Standort von außerordentlicher technik- und industrie- sowie orts- und baugeschichtlicher Bedeutung | 09235053 |
| Weitere Bilder                          | Postmeilensäule | Friedensstraße (Karte)                                    | 1988 (Kopie), Original 1732–1736 | Kursächsische Postmeilensäule (Sachgesamtheit); Kopie einer Distanzsäule, verkehrsgeschichtlich von Bedeutung. Kopie einer kursächsischen Distanzsäule bezeichnet mit 1731, aus Rochlitzer Porphyr, in der typischen Form (mit Entfernungsangaben beschrifteter) Obelisk auf Sockel, mit Wappenstück, „AR“-Monogramm und Posthornzeichen. Die Säule wurde um 1732 von Steinmetz Hertel aus Hilbersdorfer Porphyrtuff angefertigt, aber erst 1736 an der Poststraße Leipzig-Chemnitz-Annaberg aufgestellt, ist aber mit 1731 beschriftet. Säule stand ursprünglich am Topfanger vor dem Chemnitzer Tor, ist typische Torsäule mit zwei nebeneinander liegenden Distanzinschriften. 1880 vom Bildhauer Eichler aus Waldenburg restauriert, 1941 zerstört (Unfall), Originalstücke seit 1948 verschollen, Anfertigung einer Kopie aus Rochlitzer Porphyr, 1988 aufgestellt. | 09235138 |
| Direkt Bild zu diesem Denkmal hochladen | Wohnhaus in halboffener Bebauung | Friedensstraße 13 (Karte)                                 | Um 1800 | Einfacher und dennoch wichtiger Wohnbau als Bestandteil der alten Ortsstruktur, bau- und ortsentwicklungsgeschichtlich von Bedeutung | 09235051 |
|                                         | Wohnhaus in geschlossener Bebauung | Friedensstraße 15 (Karte)                                 | Um 1800 | Einfacher und dennoch wichtiger Wohnbau als Bestandteil der alten Ortsstruktur, bau- und ortsentwicklungsgeschichtlich von Bedeutung | 09235050 |
|                                         | Wohnhaus in geschlossener Bebauung | Friedensstraße 21 (Karte)                                 | Um 1800 | Einfacher und dennoch wichtiger Wohnbau als Bestandteil der alten Ortsstruktur, bau- und ortsentwicklungsgeschichtlich von Bedeutung | 09235049 |
| Weitere Bilder                          | Friedhofstorhaus (Einzeldenkmal der Sachgesamtheit 09235016) | Friedensstraße 23 (Karte)                                 | Um 1790 | Einzeldenkmal der Sachgesamtheit Evangelische Stadtkirche Penig mit Altem und Neuem Friedhof; als Wohnhaus mit Zugang zum Alten Friedhof (A) baugeschichtlich, städtebaulich und stadtgeschichtlich von Bedeutung | 09235048 |
| Weitere Bilder                          | St. Aegidius-Kirche und Kirchhof Altpenig (Sachgesamtheit) | Kirchgasse 4 (Karte)                                      | 1. Hälfte 19. Jahrhundert (Aufbahrungshalle) | Sachgesamtheit St. Aegidius-Kirche und Kirchhof Altpenig mit folgendem Einzeldenkmal: Kirche (siehe 09235124) sowie Aufbahrungshalle und Kirchhofsmauer als Sachgesamtheitsteile; baugeschichtlich, kunst- und ortsgeschichtlich von Bedeutung | 09235125 |
| Weitere Bilder                          | Kirche mit Ausstattung (Einzeldenkmal der 09235125) | Kirchgasse 4 (Karte)                                      | 2. Hälfte 12. Jahrhundert (Kirche); 1. Hälfte 15. Jahrhundert (Chorschluss); um 1500 (Taufe und Einzelfigur); um 1510 (Kruzifix)                      | Einzeldenkmal der Sachgesamtheit St.-Aegidius-Kirche und Kirchhof Altpenig; romanische Saalkirche mit barockem Dachreiter, als ursprüngliche Pfarrkirche von Altpenig baugeschichtlich, kunst- und ortsgeschichtlich von Bedeutung | 09235124 |
|                                         | Wohnhaus in Ecklage und geschlossener Bebauung | Langer Berg 2 (Karte)                                     | 1. Drittel 18. Jahrhundert | Barocker Wohnbau mit wertvoller alter Bausubstanz im Kern, später überformt, baugeschichtlich, hausgeschichtlich und städtebaulich von Bedeutung | 09235055 |
| Weitere Bilder                          | Wohnhaus in geschlossener Bebauung und Hintergebäude | Langer Berg 3 (Karte)                                     | 1755 | Markantes Gebäude mit hervorgehobenem Portal als Teil der barocken Stadtstruktur, baugeschichtlich und städtebaulich von Bedeutung | 09235054 |
|                                         | Wohnhaus in geschlossener Bebauung | Langer Berg 5 (Karte)                                     | Um 1750 | Zeittypischer Fachwerkbau als Teil der barocken Stadtstruktur, bau- und ortsentwicklungsgeschichtlich von Bedeutung | 09235056 |
|                                         | Wohnhaus in geschlossener Bebauung | Langer Berg 6 (Karte)                                     | Um 1800 | Markantes Gebäude als Teil der barocken Stadtstruktur, bau- und ortsentwicklungsgeschichtlich von Bedeutung | 09236512 |
|                                         | Wohnhaus in geschlossener Bebauung | Langer Berg 12 (Karte)                                    | 2. Hälfte 18. Jahrhundert | Zeittypischer Fachwerkbau als Teil der barocken Stadtstruktur, bau- und ortsentwicklungsgeschichtlich von Bedeutung | 09235058 |
| Direkt Bild zu diesem Denkmal hochladen | Wohnhaus in geschlossener Bebauung | Langer Berg 13 (Karte)                                    | Mitte 18. Jahrhundert | Markanter Wohnbau als Teil der barocken Stadtstruktur, bau- und ortsentwicklungsgeschichtlich von Bedeutung | 09300111 |
|                                         | Wohnhaus in ehemals geschlossener Bebauung | Langer Berg 15 (Karte)                                    | 1. Hälfte 18. Jahrhundert | Zeittypischer Fachwerkbau als Teil der barocken Stadtstruktur, bau- und ortsentwicklungsgeschichtlich von Bedeutung | 09235057 |
|                                         | Wohnhaus in halboffener Bebauung | Leipziger Straße 1 (Karte)                                | Um 1700 | Mit Laden, stattlicher Fachwerkbau mit straßenbildprägendem Giebel, bau- und ortsentwicklungsgeschichtlich von Bedeutung | 09235131 |
|                                         | Wohnhaus in geschlossener Bebauung | Leipziger Straße 4 (Karte)                                | Um 1750 | Mit Laden, regionaltypischer Wohnbau mit Porphyrgewänden als Teil der barocken Stadtstruktur, bau- und ortsentwicklungsgeschichtlich von Bedeutung | 09235156 |
|                                         | Wohnhaus in geschlossener Bebauung | Leipziger Straße 6 (Karte)                                | Um 1800 | Mit Laden, schlichter Wohnbau als Teil der barocken Stadtstruktur, bau- und ortsentwicklungsgeschichtlich von Bedeutung | 09235157 |
|                                         | Kellerberge | Leipziger Straße 52a (ehemals bei Uhlandstraße 7) (Karte) | 1511 bis 1562 | Weitläufige, zum Teil zweigeschossige, gangartige Bergkelleranlage, von stadtgeschichtlicher und bergbautechnischer Bedeutung | 09235123 |
| Weitere Bilder                          | Mietshaus in halboffener Bebauung | Lunzenauer Straße 14 (Karte)                              | Um 1890 | Mit Laden, Beispiel für die gründerzeitliche Bebauung im Stadtkern, bau- und ortsentwicklungsgeschichtlich von Bedeutung | 09235130 |
|                                         | Ehemalige Stadtbrauerei | Lutherplatz 2 (Karte)                                     | 1706 (Schlussstein) | Mehrteiliger Gebäudekomplex, im Kern frühes 18. Jahrhundert, spätere Umbauten und Erweiterungen, Straßenansicht durch das 1936 umgebauten Wohn-, Kontor- und Mälzereigebäude geprägt, der auf der Südseite gelegene Gebäudeflügel ursprünglich zum Anwesen Lutherplatz 4 gehörig, dann durch die Brauerei als Lager und Werkstatt genutzt (siehe 09235164), bau- und ortsgeschichtlich von Bedeutung | 09307389 |
|                                         | Wohnhaus in geschlossener Bebauung und zwei Hintergebäude (westlicher Teil des nördlichen Hintergebäudes zu Lutherplatz 2 gehörig, Flurstück 347/1, siehe 09307389) | Lutherplatz 2, 4 (Karte)                                  | 18. Jahrhundert | Mit Laden, ehemaliger Handelshof, im Kern ein Gebäude des 18. Jahrhunderts mit späteren Umbauten, bau- und ortsgeschichtlich von Bedeutung | 09235164 |
| Weitere Bilder                          | Hotel Stadt Leipzig (ehemals Schwarzer Bär) in Ecklage und halboffener Bebauung | Lutherplatz 5 (Karte)                                     | 18. Jahrhundert | In prägnanter Lage stehendes barockes Gebäude mit markantem Portal, bau- und ortsgeschichtlich von Bedeutung | 09235001 |
| Weitere Bilder                          | Wohnhaus in geschlossener Bebauung, mit Hofflügel | Lutherplatz 6 (Karte)                                     | Bezeichnet mit 1730 | Reizvoller, kleinstädtischer Barockbau mit reichem Portal aus Rochlitzer Porphyrtuff, späterer Ladeneinbau, im Inneren barocke Raumstrukturen und Ausstattungselemente erhalten, bau- und ortsentwicklungsgeschichtlich von Bedeutung | 09235165 |
|                                         | Wohnhaus in geschlossener Bebauung | Lutherplatz 8 (Karte)                                     | Um 1800 | Zeittypischer Wohnbau als Teil der barocken Stadtstruktur, bau- und ortsentwicklungsgeschichtlich von Bedeutung | 09235166 |
|                                         | Wohnhaus in geschlossener Bebauung | Lutherplatz 9 (Karte)                                     | Um 1800 | Spätbarocker Wohnbau als Teil der alten Stadtstruktur, bau- und ortsentwicklungsgeschichtlich von Bedeutung | 09235003 |
| Direkt Bild zu diesem Denkmal hochladen | Wohnhaus in ehemals geschlossener Bebauung | Lutherplatz 10 (Karte)                                    | 2. Hälfte 18. Jahrhundert, später überformt | Mit Laden, markanter, im Kern barocker Wohnbau mit späteren Umbauten, Wohnbau mit baugeschichtlicher und städtebaulicher Bedeutung | 09299984 |
|                                         | Wohnhaus in geschlossener Bebauung, mit Anbau im Hof | Mandelgasse 7 (Karte)                                     | Um 1800 | Weitgehend original erhaltener kleinstädtischer Wohnbau, bau- und ortsentwicklungsgeschichtlich von Bedeutung | 09235061 |
|                                         | Wohnhaus in geschlossener Bebauung | Mandelgasse 9 (Karte)                                     | Um 1750 | Kleinstädtischer Wohnbau des 18. Jahrhunderts mit späteren Umbauten, heute biedermeierliche Fassade mit schönem Türblatt, bau- und ortsentwicklungsgeschichtlich von Bedeutung | 09235062 |
| Weitere Bilder                          | Wohnhaus in Ecklage und geschlossener Bebauung mit Hintergebäude | Markt 1 (Karte)                                           | 16. Jahrhundert (Wohnhaus); 18. Jahrhundert (Hinterhaus)                                                                                              | Mit Laden, Wohnhaus des 16. Jahrhunderts mit klassizistischer Überformung der Fassade, als Teil der Marktplatzbebauung baugeschichtlich und straßenbildprägend von Bedeutung | 09235104 |
|                                         | Wohnhaus in geschlossener Bebauung | Markt 3 (Karte)                                           | Vor 1800 | Mit Laden, kleinstädtischer Wohnbau in zentraler Lage am Markt, bau- und ortsentwicklungsgeschichtlich von Bedeutung | 09235105 |
|                                         | Wohnhaus in geschlossener Bebauung | Markt 5 (Karte)                                           | Nach 1748 | Barocker Putzbau mit Kreuzgratgewölben, von großer stadtentwicklungsgeschichtlicher, baugeschichtlicher und städtebaulicher Bedeutung | 09235169 |
| Weitere Bilder                          | Rathaus in halboffener Bebauung | Markt 6 (Karte)                                           | 1545–1546; Wiederaufbau 1716 | Nach einem Brand von 1716 in Renaissanceformen wiederaufgebaut, stattlicher Bau mit dreiteiligem Hauptportal, charakteristischen Zwerchgiebeln und markantem Dachreiter, als beherrschender Teil der Marktplatzbebauung baugeschichtlich, platzbildprägend und ortsgeschichtlich von Bedeutung | 09235092 |
| Weitere Bilder                          | Wohnhaus in geschlossener Bebauung (Gasthof „Goldener Stern“) | Markt 7 (Karte)                                           | 1536 | Ehemaliges Geschlechterhaus und Gasthaus „Goldener Stern“, hochwertiger Renaissancebau mit vielen originalen Details, als Teil der Marktplatzbebauung baugeschichtlich, hausgeschichtlich und platzbildprägend von Bedeutung | 09235106 |
| Direkt Bild zu diesem Denkmal hochladen | Wohnhaus in geschlossener Bebauung und zwei Hofgebäude | Markt 9 (Karte)                                           | 18. Jahrhundert | Barocker Wohnbau als Teil der Marktplatzbebauung, bau- und ortsentwicklungsgeschichtlich von Bedeutung | 09235107 |
|                                         | Wohnhaus in geschlossener Bebauung (Löwen-Apotheke) | Markt 14 (Karte)                                          | Ende 18. Jahrhundert | Mit Apotheke, im Kern barocker Baukörper mit Fassadengestaltung des 19. Jahrhunderts, als Teil der Marktplatzbebauung bau- und ortsentwicklungsgeschichtlich von Bedeutung | 09235083 |
|                                         | Wohnhaus in geschlossener Bebauung | Markt 16 (Karte)                                          | Um 1800 | Mit Laden, spätbarocker Bau mit markantem Zwerchhaus, als Teil der Marktplatzbebauung bau- und ortsentwicklungsgeschichtlich von Bedeutung | 09235082 |
| Direkt Bild zu diesem Denkmal hochladen | Wohnhaus in halboffener Bebauung | Marktgäßchen 2 (ehemals Marktgasse 2) (Karte)             | Um 1800 | Kleinstädtisches, spätbarockes Wohnhaus mit baugeschichtlicher und städtebaulicher Bedeutung | 09235089 |
|                                         | Wohnhaus in geschlossener Bebauung | Neugasse 14 (Karte)                                       | Um 1800 | Zeittypische Kleinstadtbebauung von baugeschichtlichem und stadtentwicklungsgeschichtlichem Wert | 09235127 |
|                                         | Wohnhaus | Neugasse 30, 32 (Karte)                                   | 1. Drittel 19. Jahrhundert | Vermutlich ehemaliges Landarbeiterhaus zum nördlich gelegenen Stadtgut, lang gestreckter Putzbau mit markantem Schopfwalmdach, baugeschichtlich, ortsgeschichtlich und straßenbildprägend von Bedeutung | 09235128 |
|                                         | Wohnhaus in geschlossener Bebauung | Obergasse 7 (Karte)                                       | 1743, später überformt | Im Kern ein barocker, kleinstädtischer Wohnbau mit späterer Überformung, bau- und ortsentwicklungsgeschichtlich von Bedeutung | 09235167 |
|                                         | Wohnhaus in geschlossener Bebauung und zwei Hintergebäude | Obergasse 11 (Karte)                                      | 1. Hälfte 18. Jahrhundert | Im Kern ein barocker, kleinstädtischer Wohnbau mit späterer Überformung, bau- und ortsentwicklungsgeschichtlich von Bedeutung | 09235168 |
|                                         | Wohnhaus in geschlossener Bebauung | Obergasse 23 (Karte)                                      | 1712 | Bauliche Einheit mit Chemnitzer Straße 1, 3, im Kern barockes Wohnhaus mit Fassadengestaltung des frühen 20. Jhs., bau- und ortsentwicklungsgeschichtlich von Bedeutung | 09235004 |
| Weitere Bilder                          | Evangelische Stadtkirche Penig mit Altem und Neuem Friedhof (Sachgesamtheit) | Pfarrberg (Karte)                                         | 1. Drittel 20. Jahrhundert (Friedhof); um 1920 (Doppelsäulentoranlage)                                                                                | Sachgesamtheit Evangelische Stadtkirche Penig mit Altem und Neuem Friedhof bestehend aus folgenden Einzeldenkmalen: Kirche „Unser lieben Frauen auf dem Berge“ mit Ausstattung (siehe 09235046, Pfarrberg), Friedhofstorhaus (siehe 09235048, Friedensstraße 23), Torhaus (Chemnitzer Straße 28), zehn Grabmale und Ehrenhalle für die Gefallenen des Ersten Weltkrieges auf dem Alten Friedhof (A), Leichenhalle an der Zinnberger Straße, Doppelsäulentoranlage und ein Grabmal auf dem Neuen Friedhof (B) sowie sämtliche Einfriedungsmauern im Bereich des Alten und Neuen Friedhofs (siehe 09300106, Pfarrberg), dazu die Friedhofsgestaltung mit Alleen (Gartendenkmal); von baugeschichtlicher, kunstgeschichtlicher, ortsgeschichtlicher und stadtbildprägender Bedeutung | 09235016 |
| Weitere Bilder                          | Kirche „Unser lieben Frauen auf dem Berge“ mit Ausstattung (Einzeldenkmal der Sachgesamtheit 09235016) | Pfarrberg (Karte)                                         | 1515 (Kirche); 15. Jahrhundert, in der Vorhalle (Taufe); 1564, inschriftlich (Altar); 1609 gestiftet (Taufe); 1688 (Felderdecke)                      | Einzeldenkmal der Sachgesamtheit Evangelische Stadtkirche Penig mit Altem und Neuem Friedhof; spätgotischer Kirchenbau mit wertvoller Ausstattung, Saalkirche mit baugeschichtlicher, kunstgeschichtlicher, ortsgeschichtlicher und entscheidend stadtbildprägender Bedeutung | 09235046 |
| Weitere Bilder                          | Torhaus (Chemnitzer Straße 28), zehn Grabmale und Ehrenhalle für die Gefallenen des Ersten Weltkrieges auf dem Alten Friedhof (A), Leichenhalle an der Zinnberger Straße, Doppelsäulentoranlage und ein Grabmal auf dem Neuen Friedhof (B) sowie sämtliche Einfriedungsmauern im Bereich des Alten und Neuen Friedhofs (Einzeldenkmale der Sachgesamtheit 09235016) | Pfarrberg (Chemnitzer Straße 28) (Karte)                  | 18./19. Jahrhundert (Grabmale); um 1910 (Grabanlage Castorf); um 1920 (Grabanlage Winkler, Leichenhalle Neuer Friedhof und Friedhofstorhaus)          | Einzeldenkmale der Sachgesamtheit Evangelische Stadtkirche Penig mit Altem und Neuem Friedhof; bau-, kunst- und ortsgeschichtlich von Bedeutung | 09300106 |
|                                         | Kirchgemeindehaus | Pfarrberg 4, 6 (Karte)                                    | Um 1790 | Stattlicher Putzbau mit charakteristischem Walmdach, erhöht gelegen und zusammen mit der Kirche und dem Pfarrhaus die Stadtsilhouette prägend, zudem bau- und ortsgeschichtlich von Bedeutung | 09235044 |
|                                         | Pfarrhaus und Scheune eines Pfarrhofes | Pfarrberg 8 (Karte)                                       | 18. Jahrhundert | Repräsentatives barockes Pfarrhaus mit bauzeitlicher Ausstattung und zugehöriger Scheune von großer baugeschichtlicher und ortsgeschichtlicher Bedeutung | 09235045 |
| Direkt Bild zu diesem Denkmal hochladen | Villa mit Einfriedung | Poststraße 3 (Karte)                                      | Ende 19. Jahrhundert | Eine der wenigen Villenbauten Penigs, markanter Putzbau mit historisierender Fassade und charakteristischem Turm, bau- und ortsentwicklungsgeschichtlich von Bedeutung | 09300110 |
|                                         | Mietshaus in offener Bebauung mit Einfriedung | Poststraße 6 (Karte)                                      | Um 1900 | Markanter Wohnbau mit zeittypischer Klinker-Werkstein-Fassade, bau- und ortsentwicklungsgeschichtlich von Bedeutung | 09235731 |
|                                         | Mietshaus in offener Bebauung mit Einfriedung | Poststraße 8 (Karte)                                      | Um 1890 | Stattlicher Wohnbau mit historisierender Fassade in Klinkerbauweise, bau- und stadtentwicklungsgeschichtlich von Bedeutung | 09235134 |
| Weitere Bilder                          | Stadtscheune | Reitzenhainer Straße 11 (neben) (Karte)                   | 2. Hälfte 18. Jahrhundert | Bruchsteinmauerwerk mit Porphyrtuffelementen, zweitorig, letztes Zeugnis der ehemaligen Scheunenbauten in der Chemnitzer Vorstadt, stadtgeschichtlich von Bedeutung. Bei der wohl in der zweiten Hälfte des 18. Jahrhunderts entstandenen Stadtscheune handelt es sich um einen Bau in Bruchsteinmauerwerk mit hohem Krüppelwalmdach. Die Gebäudeecken und schmalen Fensteröffnungen sind mit Werkstein in Porphyrtuff eingefasst. Straßenseitig öffnet sich die Scheune mit zwei großen Schiebetoren. Der östliche Giebel ist in Fachwerk ausgeführt. Das Objekt ist eines der letzten authentischen Zeugnisse der im Bereich der Chemnitzer Vorstadt einst vorhandenen Scheunenanlagen. Es verweist auf die kleinstädtische Lebens- und Wirtschaftsweise in der Vergangenheit, bei der das Ackerbürgertum noch eine wichtige ökonomische Grundlage bildete. Dadurch erlangt es einen stadtgeschichtlichen Zeugniswert. | 09306841 |
| Weitere Bilder                          | Meilenstein | Reitzenhainer Straße 17 (bei) (Karte)                     | Nach 1858 | Königlich-Sächsischer Meilenstein, versetzter, bearbeiteter originaler Stationsstein mit Nachbildung einer Krone, grob behauener Sandstein, verkehrsgeschichtlich von Bedeutung; ursprünglich an Poststraße Leipzig-Prag, 1986 ergänzt und wieder aufgestellt | 09235171 |
| Direkt Bild zu diesem Denkmal hochladen | Stadtscheunen | Scheunenplan 2, 3, 4, 5, 6, 8, 10, 12, 14, 16, 18 (Karte) | 19. Jahrhundert | Trotz gewisser baulicher Veränderungen noch gut erhaltene Doppelzeile von Stadtscheunen, die ein inzwischen seltenes Zeugnis des ursprünglich ländlichen Charakters der Stadt sind, stadtgeschichtlich von Bedeutung | 09235017 |
| Weitere Bilder                          | Wohnhaus in geschlossener Bebauung | Schloßplatz 1 (Karte)                                     | 18. Jahrhundert | Mit Laden, barocker Wohnbau als Teil der Schloßplatzbebauung, bau- und ortsentwicklungsgeschichtlich von Bedeutung | 09235108 |
|                                         | Türportal | Schloßplatz 2 (Karte)                                     | Um 1720 | Bemerkenswertes Segmentbogenportal mit Schlussstein und floralen Reliefs in den Zwickeln, regionaltypisches Bauteil in Porphyrtuff, bau- und ortsgeschichtlich von Bedeutung | 09235081 |
|                                         | Wohnhaus in geschlossener Bebauung | Schloßplatz 3 (Karte)                                     | 18. Jahrhundert | Barocker Wohnbau mit Fassadengestaltung aus der Zeit um 1910, als Teil der barocken Schloßplatzbebauung bau- und ortsentwicklungsgeschichtlich von Bedeutung | 09235109 |
|                                         | Wohnhaus in geschlossener Bebauung | Schloßplatz 4 (Karte)                                     | 18. Jahrhundert | Kleinstädtischer Wohnbau des 18. Jahrhunderts mit späteren Umbauten, als Teil der barocken Schloßplatzbebauung bau- und ortsentwicklungsgeschichtlich von Bedeutung | 09235080 |
| Weitere Bilder                          | Wohnhaus in geschlossener Bebauung | Schloßplatz 5 (Karte)                                     | 16. Jahrhundert | Kleinstädtischer Wohnbau des 16. Jahrhunderts mit späteren Umbauten, als Teil der Schloßplatzbebauung bau-, haus- und ortsentwicklungsgeschichtlich von Bedeutung | 09235110 |
|                                         | Wohnhaus in geschlossener Bebauung | Schloßplatz 6 (Karte)                                     | Um 1700 | Barocker Wohnbau, als Teil der barocken Schloßplatzbebauung bau- und ortsentwicklungsgeschichtlich von Bedeutung | 09235079 |
|                                         | Wohnhaus in geschlossener Bebauung (Café Winkler) | Schloßplatz 7 (Karte)                                     | 1748 | Mit Laden, barocker Wohnbau, als Teil der barocken Schloßplatzbebauung bau- und ortsentwicklungsgeschichtlich von Bedeutung | 09235111 |
|                                         | Wohnhaus in geschlossener Bebauung | Schloßplatz 8 (Karte)                                     | Ende 17. Jahrhundert | Ein Bau des späten 17. Jhs. mit charakteristischem Portal, als Teil der barocken Schloßplatzbebauung bau-, haus- und ortsentwicklungsgeschichtlich von Bedeutung | 09235078 |
| Weitere Bilder                          | Wohnhaus in ehemals geschlossener Bebauung | Schloßplatz 9 (Karte)                                     | Bezeichnet mit 1748 | Stattlicher ehemaliger Handelshof mit künstlerisch wertvollem und seltenem Portal, im Haus weilte Feldmarschall Blücher beim Durchzug der preußischen Truppen 1806, als Teil der barocken Schloßplatzbebauung bau-, haus- und ortsentwicklungsgeschichtlich von Bedeutung | 09235076 |
|                                         | Wohnhaus in geschlossener Bebauung | Schloßplatz 10 (Karte)                                    | 1. Hälfte 18. Jahrhundert | Ortstypischer barocker Wohnbau, als Teil der barocken Schloßplatzbebauung bau- und ortsentwicklungsgeschichtlich von Bedeutung | 09235077 |
|                                         | Wohnhaus in Ecklage und halboffener Bebauung | Schloßplatz 12 (Karte)                                    | 1. Hälfte 18. Jahrhundert | Mit Laden, markanter Wohnbau in städtebaulich prägnanter Lage in unmittelbarer Nähe des Neuen Schlosses, als Teil der barocken Schloßplatzbebauung bau- und ortsentwicklungsgeschichtlich von Bedeutung | 09235075 |
| Weitere Bilder                          | Altes Schloss | Schloßstraße 1 (ehemals Mühlgraben 18) (Karte)            | Um 1612 | Ehemalige Wasserburg (Castrum), heute Dreiflügelanlage mit verschiedenen Bauphasen, stadt-, regional- und baugeschichtlich von außerordentlich hoher Bedeutung | 09235041 |
| Weitere Bilder                          | Neues Schloss, später Verwaltungs- und Fabrikationsgebäude der Papierfabrik Penig | Schloßstraße 5 (Karte)                                    | 2. Hälfte 18. Jahrhundert | Den Schloßplatz nördlich begrenzender stattlicher Bau mit mehreren Umbauphasen, bau-, stadt- und als ehemalige Papierfabrik wirtschaftsgeschichtlich von Bedeutung | 09235074 |
|                                         | Wohnhaus in geschlossener Bebauung | Schloßstraße 8 (Karte)                                    | Um 1800 | Kleinstädtischer Wohnbau, Teil eines geschlossen erhaltenen barocken Straßenzuges, bau- und ortsentwicklungsgeschichtlich von Bedeutung; Putzbau barocken Ursprungs mit städtebaulichem Wert | 09236515 |
| Weitere Bilder                          | Wohnhaus in geschlossener Bebauung | Schloßstraße 11 (Karte)                                   | 1797 | Zeittypischer, kleinstädtischer Wohnbau, Teil eines geschlossen erhaltenen barocken Straßenzuges, bau- und ortsentwicklungsgeschichtlich von Bedeutung | 09235071 |
|                                         | Wohnhaus in geschlossener Bebauung | Schloßstraße 13 (Karte)                                   | Um 1820 | Kleinstädtischer Wohnbau mit biedermeierlicher Fassade, eines der letzten errichteten Gebäude eines geschlossen erhaltenen barocken Straßenzuges, wohl als Werkswohnungen für die Papierfabrik Penig genutzt, bau- und ortsentwicklungsgeschichtlich von Bedeutung | 09235068 |
|                                         | Wohnhaus in nahezu geschlossener Bebauung | Schloßstraße 14 (Karte)                                   | 1802 | Zeittypischer, kleinstädtischer Wohnbau, Teil eines geschlossen erhaltenen barocken Straßenzuges, bau- und ortsentwicklungsgeschichtlich von Bedeutung | 09235072 |
|                                         | Wohnhaus in geschlossener Bebauung | Schloßstraße 15 (Karte)                                   | Um 1820 | Kleinstädtischer Wohnbau mit biedermeierlicher Fassade, eines der letzten errichteten Gebäude eines geschlossen erhaltenen barocken Straßenzuges, wohl als Werkswohnungen für die Papierfabrik Penig genutzt, bau- und ortsentwicklungsgeschichtlich von Bedeutung | 09235069 |
| Weitere Bilder                          | Wohnhaus in Ecklage und nahezu geschlossener Bebauung | Schloßstraße 16 (Karte)                                   | 2. Hälfte 18. Jahrhundert | Zeittypischer barocker Wohnbau, bau- und ortsentwicklungsgeschichtlich von Bedeutung | 09235070 |
| Direkt Bild zu diesem Denkmal hochladen | Wohnhaus in Ecklage und geschlossener Bebauung | Schloßstraße 18 (Karte)                                   | Um 1750, später überformt | Die Schloßstraße begrenzender barocker, straßenbildprägender Wohnbau, bau- und ortsentwicklungsgeschichtlich von Bedeutung | 09235067 |
|                                         | Wohnhaus in geschlossener Bebauung | Schulgasse 5 (Karte)                                      | 1749 | Kleinstädtischer Fachwerkbau im historischen Stadtzentrum, ortsentwicklungsgeschichtlich von Bedeutung | 09235009 |
|                                         | Wohnhaus in geschlossener Bebauung | Schulgasse 7 (Karte)                                      | Um 1750 | Zeittypischer kleinstädtischer Barockbau im historischen Stadtzentrum, bau- und ortsentwicklungsgeschichtlich von Bedeutung | 09235012 |
| Weitere Bilder                          | Wohnhaus in geschlossener Bebauung | Schulgasse 8 (Karte)                                      | Um 1750 | Kleinstädtischer Wohnbau des 18. Jahrhunderts mit späteren Umbauten, bau- und ortsentwicklungsgeschichtlich von Bedeutung | 09235011 |
|                                         | Wohnhaus in halboffener Bebauung | Schulgasse 15 (Karte)                                     | 1. Hälfte 18. Jahrhundert, später überformt | Barocker Wohnbau, trotz baulicher Veränderungen wichtig für das Ortsbild auf Grund seiner dominanten Lage in der Nähe der Stadtkirche, baugeschichtlich von Bedeutung | 09235015 |
| Weitere Bilder                          | Gymnasium Penig, Weiße Schule: Schule mit Turnhalle und Freitreppe (Treppenanlage zwischen Schützenhausweg und Schulgebäude) | Schützenhausweg 4 (Karte)                                 | 1867 (Schule); 1884 (Treppenaufgang) | Repräsentativer Schulbau in dominanter städtebaulicher Lage, bau-, orts- und sozialgeschichtlich von Bedeutung; Freitreppe ehemals als 09235136 einzeln geschützt | 09235103 |
|                                         | Schule (Gymnasium Penig, Rote Schule) | Schützenhausweg 5 (Karte)                                 | 1891 | Repräsentativer Schulbau in Klinkerbauweise in dominanter städtebaulicher Lage, bau-, orts- und sozialgeschichtlich von Bedeutung | 09235137 |
| Weitere Bilder                          | Schützenhaus mit Saalanbau (später Kulturhaus) und Schießhalle | Schützenhausweg 8 (ehemals Zinnberger Straße 8) (Karte)   | Um 1900 | Stattlicher, zeittypischer Bau in Klinkerbauweise mit bau-, orts- und sozialgeschichtlicher Bedeutung | 09235119 |
| Direkt Bild zu diesem Denkmal hochladen | Wohnhaus in halboffener Bebauung mit zwei Hintergebäuden | Stufenberg 7 (Karte)                                      | 2. Hälfte 18. Jahrhundert | Fachwerkgebäude in städtebaulich prägnanter Lage, baugeschichtlich bedeutsames Ensemble in recht gutem Originalzustand (lediglich Straßentraufseite des Wohnhauses baulich verändert) | 09299985 |
|                                         | Wohnhaus in geschlossener Bebauung | Stufenberg 10 (Karte)                                     | Um 1800 | Wohnbau in städtebaulich prägnanter Lage, baugeschichtlich von Bedeutung | 09235161 |
|                                         | Wohnhaus in halboffener Bebauung | Stufenberg 18 (Karte)                                     | 2. Hälfte 18. Jahrhundert | Weitgehend authentisch erhaltener barocker Fachwerkbau in städtebaulich prägnanter Lage am Fuße der Stadtkirche, baugeschichtlich von Bedeutung | 09235162 |
| Weitere Bilder                          | Ehemaliges Stadtgut mit Wohnhaus, Torhaus, Seitengebäude und Scheune sowie Resten der nordwestlichen Einfriedung | Uhlandstraße 8 (Karte)                                    | Bezeichnet mit 1679 (Stadtgut); Ende 19. Jahrhundert (Einfriedung)                                                                                    | Geschlossener barocker Vierseithof mit baugeschichtlicher, stadtgeschichtlicher und wirtschaftsgeschlicher Bedeutung | 09235122 |
| Direkt Bild zu diesem Denkmal hochladen | Wohnhaus in offener Bebauung | Uhlandstraße 10 (neben) (Karte)                           | Um 1880 | Zeittypischer Klinkerbau, vermutlich Werkswohnungen einer dazugehörigen Fabrik, baugeschichtlich von Bedeutung | 09235121 |
| Direkt Bild zu diesem Denkmal hochladen | Mietshaus in Ecklage in halboffener Bebauung | Wiesenstraße 2 (Karte)                                    | Um 1900 | Mit Laden, markanter Wohnbau in Klinkerbauweise, bau- und ortsentwicklungsgeschichtlich von Bedeutung | 09235154 |
| Weitere Bilder                          | Transformatorenstation | Zinnberger Straße (Karte)                                 | Um 1920 | In die Friedhofsmauer eingelassener turmartiger Bau als Zeugnis der Elektrifizierung des Ortes, bau- und technikgeschichtlich von Bedeutung | 09300131 |
| Direkt Bild zu diesem Denkmal hochladen | Villa | Zinnberger Straße 21 (Karte)                              | 1929 | Durch die Neue Sachlichkeit geprägter Putzbau in sehr gutem Originalzustand, baugeschichtlich von Bedeutung. 1929 nach Entwurf der Chemnitzer Architekten Kornfeld & Benirschke für Paul Chemnitzer in Penig erbautes Einfamilienwohnhaus. In seiner Formensprache für Penig singulär. Durch die Neue Sachlichkeit geprägter zweigeschossiger Putzbau (teilweise auch mit Drempel) über unregelmäßigem Grundriss, flach abschließend. Das Gebäude lässt den Eindruck entstehen, als ob es aus mehreren Baukörpern zusammengefügt wurde. Die niedrigeren Gebäudeteile wurden durch ein breites farbig abgesetztes Putzband horizontal betont. Es entsteht ein reizvoller Kontrast zu den höheren ungegliederten Baukörpern. Sockel und Kellergeschoss sind mit Klinkern verblendet. Im Inneren blieb keine originale Ausstattung erhalten. In Penig ist dieses Einfamilienhaus das einzige Gebäude, welches durch das für Industrie- und Kirchenbauten bekannte Chemnitzer Architekturbüro entworfen wurde. Seine anspruchsvolle Gestaltung begründet den architekturgeschichtlichen Wert dieses Bauwerks. Denkmalwürdig ist es auf Grund seiner Singularität und Authentizität. | 09303924 |
|                                         | Wohnhaus in geschlossener Bebauung | Zöllnergasse 1 (Karte)                                    | Ende 18. Jahrhundert | Mit Laden, spätbarocker Wohnbau als Teil der alten Stadtstruktur, bau- und ortsentwicklungsgeschichtlich von Bedeutung | 09235084 |
|                                         | Wohnhaus in geschlossener Bebauung | Zöllnergasse 2 (Karte)                                    | Um 1800, später überformt | Kleinstädtisches, spätbarockes Wohnhaus mit leicht überformter Fassade, bau- und ortsentwicklungsgeschichtlich von Bedeutung | 09235085 |
|                                         | Wohnhaus in geschlossener Bebauung | Zöllnergasse 3 (Karte)                                    | 1803 | Kleinstädtisches, spätbarockes Wohnhaus mit bau- und ortsentwicklungsgeschichtlicher Bedeutung | 09235086 |

## Amerika
| Bild                                    | Bezeichnung | Lage                       | Datierung                                                               | Beschreibung | ID       |
| --------------------------------------- | --- | -------------------------- | ----------------------------------------------------------------------- | --- | -------- |
| Direkt Bild zu diesem Denkmal hochladen | Eisenbahndamm (Einzeldenkmal der Sachgesamtheit 09306202) | (Flurstück 290/1) (Karte)  | 1875                                                                    | Einzeldenkmal der Sachgesamtheit Muldentalbahn; Bahndamm der Muldentalbahn zwischen km 22,2 und 22,4 östlich des Bahnhofes Amerika mit Pflasterböschung zum Prallhang der Mulde, exponierte Streckenführung mit optimaler Anpassung an den Landschaftsraum, verkehrs-, technik- und eisenbahngeschichtlich von Bedeutung | 09306142 |
| Weitere Bilder                          | Sachgesamtheitsbestandteil der Sachgesamtheit Muldentalbahn (09306181), Teilabschnitt Penig, Ortsteil Amerika mit den Einzeldenkmalen: zwei Eisenbahndämme (09306142), Bahnwärterhäuschen (09306141) und dem Haltepunkt mit Empfangsgebäude und Güterschuppen sowie Telegrafenmasten – (Muldentalstraße 12,08961064) sowie dem Sachgesamtheitsteil: Straßenbrücke | Muldentalstraße (Karte)    | 1875                                                                    | Sachgesamtheit mit allen Bahnanlagen, darunter Gleisanlagen mit Unter- und Oberbau, Streckenkilometrierung, Fernmelde- und Signalanlagen, Bahnstationen einschließlich aller Funktionsbauten, Wärterhäuschen, Brücken und Durchlässen in den Gemeinden Glauchau (Ortsteile Glauchau, Kleinbernsdorf, Reinholdshain, Niederlungwitz), Limbach-Oberfrohna (Ortsteile Wolkenburg-Kaufungen, Herrndorf, Uhlsdorf), Remse (Ortsteil Remse), Waldenburg (Ortsteile Niederwinkel, Oberwinkel, Waldenburg), Lunzenau (Ortsteile Lunzenau, Berthelsdorf, Cossen, Rochsburg, Göritzhain), Penig (Ortsteile Markersdorf, Penig, Amerika, Arnsdorf, Thierbach, Zinnberg), Rochlitz (Ortsteile Penna, Rochlitz, Zaßnitz), Seelitz (Ortsteile Fischheim, Seelitz, Biesern, Steudten), Colditz (Ortsteile Colditz, Lastau, Möseln, Sermuth, Zschetzsch), Grimma (Ortsteil Großbothen), für die Industrieentwicklung des Muldentals wichtige und landschaftsbildende prägende Normalspurbahn, wirtschaftsgeschichtlich, eisenbahngeschichtlich, landschaftsgestaltend sowie regionalgeschichtlich von Bedeutung | 09306140 |
| Weitere Bilder                          | Denkmal für Gefallene Betriebsangehörige der Firma Bernhard Schmidt (Erster Weltkrieg) | Muldentalstraße (Karte)    | Nach 1918                                                               | Bestandteil der Baumwollspinnerei Amerika, ortshistorisch von Bedeutung | 09300375 |
|                                         | Beamtenwohnhaus | Muldentalstraße 6 (Karte)  | Um 1900                                                                 | Wohnhaus mit markanter Klinkerfassade für die höherrangigen Angestellten der Spinnerei Amerika, orts- und baugeschichtlich von Bedeutung | 08961075 |
| Weitere Bilder                          | Empfangsgebäude und Güterschuppen sowie Telegrafenmasten (Einzeldenkmal der Sachgesamtheit 09306140) | Muldentalstraße 12 (Karte) | 1875 (Güterschuppen); 1899 (Empfangsgebäude); um 1900 (Telegrafenmaste) | Einzeldenkmal der Sachgesamtheit Muldentalbahn; Güterschuppen aus der Entstehungszeit (1875) der Bahnstrecke Glauchau–Wurzen (Muldentalbahn) und Empfangsgebäude aus Backstein von 1899 mit Bahnsteigüberdachung, ursprünglich nur als Haltestelle für den Güterverkehr des Industriestandorts angelegt, später zum Bahnhof erweitert, im industriegeschichtlichen Kontext der 1835 gegründeten Fabriksiedlung Amerika von großer orts- und eisenbahngeschichtlicher Bedeutung | 08961064 |
|                                         | Pförtnerhäuschen und Torpfeiler der ehemaligen Baumwollspinnerei | Muldentalstraße 14 (Karte) | Um 1900                                                                 | Reste der Einfriedung und Toranlage der oberen Wache des in sich geschlossenen Baumwollspinnereigeländes, das Häuschen ist ein kleiner zeittypischer Klinkerbau mit Verzierungen und als Teil der Baumwollspinnerei ortsgeschichtlich von Bedeutung | 08961065 |
| Direkt Bild zu diesem Denkmal hochladen | Verwaltungsgebäude einer ehemaligen Baumwollspinnerei | Muldentalstraße 15 (Karte) | Um 1900                                                                 | Bestandteil der Baumwollspinnerei Amerika, Fachwerkbau aus der Zeit um 1900 mit weitem Dachüberstand, ehemals als Kontor errichtet, ab 1949/50 als Werkskindergarten genutzt, orts- und industriegeschichtlich von Bedeutung | 08961066 |
| Direkt Bild zu diesem Denkmal hochladen | Lager- und Garagengebäude einer Baumwollspinnerei | Muldentalstraße 21 (Karte) | Um 1890                                                                 | Ehemals Teil der Industriekolonie Baumwollspinnerei Amerika, lang gestreckter Putzbau mit Satteldach und mittigem Dachreiter mit Uhr, zahlreiche Umbauten aufgrund wechselnder Nutzung, ab den 1920er Jahren auch als Werkstatt genutzt, bau- und ortsgeschichtlich von Bedeutung | 08961067 |

## Arnsdorf
| Bild                                    | Bezeichnung | Lage                              | Datierung | Beschreibung | ID       |
| --------------------------------------- | --- | --------------------------------- | --- | --- | -------- |
| Direkt Bild zu diesem Denkmal hochladen | Sachgesamtheitsbestandteil der Sachgesamtheit Muldentalbahn (09306181), Teilabschnitt Penig, Ortsteil Arnsdorf mit dem Einzeldenkmalen Bahndamm (09306544) und Straßenbrücke (09306545) sowie den Sachgesamtheitsteilen Bahnkörper, Kilometrierung, Signalanlagen | (Flurstücke 290/2, 290/1) (Karte) | 1875 | Sachgesamtheit mit allen Bahnanlagen, darunter Gleisanlagen mit Unter- und Oberbau, Streckenkilometrierung, Fernmelde- und Signalanlagen, Bahnstationen einschließlich aller Funktionsbauten, Wärterhäuschen, Brücken und Durchlässen in den Gemeinden Glauchau (Ortsteile Glauchau, Kleinbernsdorf, Reinholdshain, Niederlungwitz), Limbach-Oberfrohna (Ortsteile Wolkenburg-Kaufungen, Herrndorf, Uhlsdorf), Remse (Ortsteil Remse), Waldenburg (Ortsteile Niederwinkel, Oberwinkel, Waldenburg), Lunzenau (Ortsteile Lunzenau, Berthelsdorf, Cossen, Rochsburg, Göritzhain), Penig (Ortsteile Markersdorf, Penig, Amerika, Arnsdorf, Thierbach, Zinnberg), Rochlitz (Ortsteile Penna, Rochlitz, Zaßnitz), Seelitz (Ortsteile Fischheim, Seelitz, Biesern, Steudten), Colditz (Ortsteile Colditz, Lastau, Möseln, Sermuth, Zschetzsch), Grimma (Ortsteil Großbothen), für die Industrieentwicklung des Muldentals wichtige und landschaftsbildende prägende Normalspurbahn, wirtschaftsgeschichtlich, eisenbahngeschichtlich, landschaftsgestaltend sowie regionalgeschichtlich von Bedeutung | 09306202 |
|                                         | Straßenbrücke (Einzeldenkmal der Sachgesamtheit 09306169) | (Flurstück 290/1) (Karte)         | 1875 | Einzeldenkmal der Sachgesamtheit Muldentalbahn; Bruchsteinmauerwerk ausgeführt, erbaut bei km 22 zur Überquerung der Bahnstrecke Glauchau–Wurzen (Muldentalbahn), eisenbahn- und technikgeschichtlich von Bedeutung | 09306545 |
|                                         | Wasserkraftwerk Biebermühle als Zusatzanlage für die Spinnerei in Amerika, mit Wärterhaus (mit Pergola), Turbinenhaus (mit Laufkatze von Unruh & Liebig/Leipzig), Fischbauchklappwehr mit geschmiedeter Kette und Zulauf                                          | (Flurstück 146a) (Karte)          | 1934–1935 (Wasserkraftwerk); 1936 und 1957 (Erneuerung der Krone) | Einzigartige Anlage aus den 1930er Jahren von großer technikgeschichtlicher Bedeutung, Wehrkrone 1957 nach Hochwasser erneuert | 08961773 |
| Direkt Bild zu diesem Denkmal hochladen | Eisenbahndamm (Einzeldenkmal der Sachgesamtheit 09306202) | (Flurstück 290/1) (Karte)         | 1875 | Einzeldenkmal in der Sachgesamtheit Muldentalbahn; weitestgehend originale Mauerung aus Granitblöcken, bei km 21,4 der Bahnstrecke Glauchau–Wurzen (Muldentalbahn), eisenbahn- und verkehrsgeschichtlich von Bedeutung | 09306544 |
| Direkt Bild zu diesem Denkmal hochladen | Brunnen | (Flurstück 51/3) (Karte)          | 19. Jahrhundert | Auf Feldflur gelegener Brunnen mit aus Feldsteinen gemauerter Abdeckung, bau- und sozialgeschichtlich von Bedeutung | 08961087 |
| Weitere Bilder                          | Wohnhaus, nördliches Seitengebäude und östliche Scheune eines Vierseithofes, mit Einfriedung | Am Berg 12 (Karte)                | Bezeichnet mit 1904 (Seitengebäude und Scheune); bezeichnet mit 1910 (Wohnhaus)                                                                                       | Stattliches, villenartiges Wohnhaus mit Reformstilelementen aus der Zeit um 1910, bemerkenswerte Hofanlage, bau- und wirtschaftsgeschichtlich von Bedeutung | 08961055 |
|                                         | Transformatorenhäuschen | Am Berg 14 (hinter) (Karte)       | Um 1920 | „Bornaer Typ“, für die Gegend typisches Transformatorengebäude, Zeugnis der Elektrifizierung Sachsens, technikgeschichtlich bedeutsam | 08961056 |
|                                         | Südöstliches Seitengebäude eines Dreiseithofes | Am Dorfbach 9 (Karte)             | 2. Hälfte 18. Jahrhundert | Seltene Fachwerk-Konstruktion eines bemerkenswerten Wirtschaftsgebäudes mit straßenbildprägender Wirkung, baugeschichtlich von Bedeutung | 08961063 |
|                                         | Südliches Wohnstallhaus, zwei Seitengebäude und Scheune eines Vierseithofes sowie Brücke und Allee | Am Dorfbach 12 (Karte)            | Ende 18. Jahrhundert, Gewölbe um 1800 (Wohnstallhaus); Schlussstein bezeichnet mit 1808 (Zufahrtsbrücke); 2. Hälfte 19. Jahrhundert (beide Seitengebäude und Scheune) | Stattliche Hofanlage mit beinahe wehrhaftem Charakter, bau- und heimatgeschichtlich von Bedeutung, durch die erhöhte Lage entscheidend ortsbildprägend | 08961091 |
| Direkt Bild zu diesem Denkmal hochladen | Wohnstallhaus, Seitengebäude, Scheune und Torbogen eines Vierseithofes | Am Feuerwehrdepot 8 (Karte)       | Kern 18. Jahrhundert (Wohnstallhaus); 18. Jahrhundert (Seitengebäude und Scheune)                                                                                     | Regionaltypischer Bauernhof mit älterem Wohnstallhaus in Fachwerk-Bauweise, Seltenheitswert, bau- und hausgeschichtlich von Bedeutung | 08961061 |
| Direkt Bild zu diesem Denkmal hochladen | Wohnstallhaus und Scheune eines Dreiseithofes, mit Gedenktafel | Eduard-Bilz-Weg 2 (Karte)         | Um 1700 | Wohnstallhaus mit seltener Fachwerkkonstruktion, Geburtshaus von Eduard Bilz, Vater der volkstümlichen Naturheilkunde, bau-, haus- und ortsgeschichtlich von Bedeutung | 08961057 |
| Direkt Bild zu diesem Denkmal hochladen | Südwestliches Seitengebäude (mit Oberlaube) eines Vierseithofes | Eduard-Bilz-Weg 3 (Karte)         | 18. Jahrhundert | Bemerkenswertes Fachwerkgebäude mit Seltenheitswert, baugeschichtlich von Bedeutung | 08961058 |
| Direkt Bild zu diesem Denkmal hochladen | Nordöstliches Seitengebäude eines Vierseithofes | Mühlenstraße 15 (Karte)           | 1. Hälfte 19. Jahrhundert | Bemerkenswertes Fachwerkgebäude, entscheidend ortsbildprägend oberhalb des Baches gelegen, baugeschichtlich von Bedeutung | 08961059 |
| Direkt Bild zu diesem Denkmal hochladen | Östliches und südliches Seitengebäude, nördliche Scheune und Torbogen eines Vierseithofes | Rochsburger Straße 11 (Karte)     | Anfang 19. Jahrhundert (Scheune); 1. Hälfte 19. Jahrhundert (Seitengebäude); bezeichnet mit 1854 (Torbogen)                                                           | Regionaltypische Hofanlage, alle drei Gebäude in Fachwerkbauweise, bau- und heimatgeschichtlich von Bedeutung | 08961082 |
| Direkt Bild zu diesem Denkmal hochladen | Westliches Wohnstallhaus, südliches Seitengebäude und östliche Scheune eines Vierseithofes | Rochsburger Straße 13 (Karte)     | Laut Auskunft 1792 (Wohnstallhaus); Ende 18. Jahrhundert (Scheune); um 1800 (Seitengebäude)                                                                           | Weitgehend originale Substanz eines schönen Fachwerk-Ensembles, baugeschichtlich, heimatgeschichtlich und ortsbildprägend von Bedeutung | 08961083 |

## Chursdorf
| Bild                                    | Bezeichnung | Lage                                                           | Datierung                                                                                      | Beschreibung | ID       |
| --------------------------------------- | --- | -------------------------------------------------------------- | ---------------------------------------------------------------------------------------------- | --- | -------- |
|                                         | Wasserkraftwerk als Zusatzanlage für die Spinnerei in Amerika, mit Wärterhaus (mit Pergola), Turbinenhaus (mit Laufkatze von Unruh & Liebig/Leipzig), Fischbauchklappwehr mit geschmiedeter Kette und Zulauf | (Flurstücke 521, 520/1) (Karte)                                | 1934–1935 (Wasserkraftwerk); 1936 und 1957 (Erneuerung der Krone)                              | Einzigartige Anlage aus den 1930er Jahren von großer technikgeschichtlicher Bedeutung, Wehrkrone 1957 nach Hochwasser erneuert              | 08961773 |
| Direkt Bild zu diesem Denkmal hochladen | Wohnstallhaus eines Vierseithofes | Chursdorfer Straße 15 (ehemals Dorfstraße 3) (Karte)           | Ende 18. Jahrhundert                                                                           | Regionaltypisches Bauernhaus mit verkleidetem Fachwerkobergeschoss, bau- und hausgeschichtlich von Bedeutung                                | 08962899 |
| Direkt Bild zu diesem Denkmal hochladen | Südöstliche Scheune und westliches Seitengebäude eines Vierseithofes | Chursdorfer Straße 76 (ehemals Dorfstraße 64) (Karte)          | 18. Jahrhundert (Scheune); bezeichnet mit 1842 (Seitengebäude)                                 | Beide Gebäude in Fachwerkbauweise, heimatgeschichtlich von Bedeutung                                                                        | 08964284 |
| Weitere Bilder                          | Denkmal für die Gefallenen des Ersten Weltkrieges, Kriegerdenkmal dt.-frz. Krieg und drei Steinkreuze | Chursdorfer Straße 90 (bei, ehemals bei Dorfstraße 60) (Karte) | Bezeichnet mit 1871; nach 1918                                                                 | Ortsgeschichtlich von Bedeutung; Kriegerdenkmal, Grabstein, ein Steinkreuz und zwei Stümpfe                                                 | 08964192 |
| Direkt Bild zu diesem Denkmal hochladen | Zwei Seitengebäude mit Oberlaube eines Dreiseithofes | Chursdorfer Straße 108 (ehemals Dorfstraße 49) (Karte)         | Bezeichnet mit 1755 (westliches Seitengebäude); Ende 18. Jahrhundert (südliches Seitengebäude) | Weitestgehend original erhaltene Fachwerkbauten mit eindrucksvollen Oberlauben, singulär im Ort, bau- und heimatgeschichtlich von Bedeutung | 08963729 |
| Direkt Bild zu diesem Denkmal hochladen | Fachwerk-Obergeschoss (Hofseite) eines Wohnstallhauses | Chursdorfer Straße 160 (ehemals Dorfstraße 43a) (Karte)        | Um 1650                                                                                        | Beispiel für die Holzbauweise des 17. Jahrhunderts, bau- und hausgeschichtlich von Bedeutung                                                | 08963320 |
| Direkt Bild zu diesem Denkmal hochladen | Wohnhaus und Seitengebäude einer Hofanlage | Landgutweg 18 (ehemals Dorfstraße 12) (Karte)                  | 1719 laut Aussage des Eigentümers, 1721 Dendro (Gärtneranwesen); um 1800 (Seitengebäude)       | Landschaftstypische Fachwerkbauten, Wohnhaus eines der ältesten Häuser im Ort, bau-, haus- und heimatgeschichtlich von Bedeutung            | 08962909 |
|                                         | Gaststätte (Waldgaststätte „Höllmühle“) | Zur Höllmühle 6 (Karte)                                        | Im Kern 17./18. Jahrhundert                                                                    | Am Höllteich gelegener historischer Rastplatz mit Fachwerkhaus, bau- und ortsgeschichtlich von Bedeutung                                    | 08962594 |

## Langenleuba-Oberhain
| Bild                                    | Bezeichnung | Lage                                  | Datierung | Beschreibung | ID       |
| --------------------------------------- | --- | ------------------------------------- | --- | --- | -------- |
| Weitere Bilder                          | Empfangsgebäude und Wirtschaftsgebäude des Bahnhofs Langenleuba-Oberhain | Am Bahnhof 5, 7 (Karte)               | 1876 | In Typenbauweise ausgeführte Bahnhofsgebäude an der Bahnstrecke Rochlitz–Penig (6632 / 6432; sä. RP), bau- und eisenbahngeschichtlich von Bedeutung. 2010 teilweise abgerissen im Zuge des Autobahnneubaus der A72. | 08955447 |
| Weitere Bilder                          | Seitengebäude (Nr. 1, Stallscheune) und Seitengebäude (Nr. 3) eines Gasthofes (Weber’s Gasthof)                                                                                   | Am Gasthof 1, 3 (Karte)               | Um 1800 | Straßenbildprägende Fachwerkbauten mit bau-, heimat- und ortsgeschichtlicher Bedeutung | 08955422 |
| Direkt Bild zu diesem Denkmal hochladen | Vierseithof mit westlichem Wohnstallhaus, südlichem Seitengebäude, nördlicher Durchfahrtsscheune und östlicher Scheune                                                            | An der Leuba 19 (Karte)               | Ende 18. Jahrhundert | Geschlossene Hofanlage in Fachwerkbauweise aus der Zeit um 1800, wichtiger Bestandteil der Ortsstruktur, bau- und heimatgeschichtlich von Bedeutung                                                                 | 08955427 |
| Direkt Bild zu diesem Denkmal hochladen | Östliches Wohnstallhaus und südliches Seitengebäude eines ehemaligen Vierseithofes                                                                                                | An der Leuba 26 (Karte)               | Um 1800 (Wohnstallhaus); 1. Hälfte 19. Jahrhundert (Seitengebäude)                                                                            | Beide Gebäude in regionaltypischer Fachwerkbauweise, bau- und heimatgeschichtlich von Bedeutung | 08955576 |
| Direkt Bild zu diesem Denkmal hochladen | Wohnstallhaus eines Dreiseithofes | An der Leuba 33 (Karte)               | 1. Hälfte 19. Jahrhundert | Regional- und zeittypisches Fachwerkgebäude, bau- und heimatgeschichtlich von Bedeutung | 08955430 |
| Direkt Bild zu diesem Denkmal hochladen | Nördliche Durchfahrtsscheune eines Vierseithofes | An der Leuba 36 (Karte)               | Bezeichnet mit 1824 | Weitgehend original erhaltener Fachwerkbau, baugeschichtlich von Bedeutung, ortsbildprägend durch erhöhte Lage | 08955429 |
| Direkt Bild zu diesem Denkmal hochladen | Ehemaliges Wohnstallhaus, südliches Seitengebäude und westliche Scheune eines Vierseithofes                                                                                       | An der Leuba 49 (Karte)               | Ende 18. Jahrhundert (Wohnstallhaus); bezeichnet mit 1831 (Stallscheune); 1. Hälfte 19. Jahrhundert (Scheune)                                 | Alle Gebäude in regionaltypischer Fachwerkbauweise, Bestandteil der älteren Dorfstruktur, bau- und heimatgeschichtlich von Bedeutung                                                                                | 08955431 |
| Direkt Bild zu diesem Denkmal hochladen | Wohnstallhaus, Seitengebäude und Einfriedung eines Dreiseithofes | An der Leuba 73 (Karte)               | Mitte 19. Jahrhundert | Wohnstallhaus zeittypischer Putzbau, Seitengebäude regionaltypischer Fachwerkbau, baugeschichtlich von Bedeutung, entscheidend straßenbildprägend                                                                   | 08955432 |
| Direkt Bild zu diesem Denkmal hochladen | Östliches Wohnstallhaus eines Bauernhofes | An der Leuba 87 (Karte)               | Bezeichnet mit 1880 | Weitgehend original erhaltener Bau des späten 19. Jahrhunderts, baugeschichtlich von Bedeutung; stattliches Wohnstallhaus, massive und Fachwerk-Bauweise miteinander kombiniert                                     | 08955434 |
| Direkt Bild zu diesem Denkmal hochladen | Westliches Wohnstallhaus und südliche Durchfahrtsscheune eines Vierseithofes | An der Leuba 92 (Karte)               | Um 1800 oder Ende 18. Jahrhundert | Gutes Beispiel für die Fachwerkbauweise, weitgehend ursprünglicher Erhaltungszustand, entscheidend ortsbildprägend, bau- und heimatgeschichtlich von Bedeutung                                                      | 08955437 |
| Direkt Bild zu diesem Denkmal hochladen | Seitengebäude (mit Oberlaube) eines Bauernhofes | An der Leuba 95 (Karte)               | Ende 18. Jahrhundert | Weitgehend original erhaltenes Fachwerkgebäude mit Oberlaube, Seltenheitswert, baugeschichtlich von Bedeutung | 08955435 |
| Direkt Bild zu diesem Denkmal hochladen | Wohnstallhaus eines Dreiseithofes | An der Leuba 99 (Karte)               | Vermutlich bezeichnet mit 1841 | Regionaltypischer Fachwerkbau, wichtiger Bestandteil der alten Ortsstruktur, baugeschichtlich von Bedeutung | 08955436 |
| Direkt Bild zu diesem Denkmal hochladen | Fachwerkgiebel eines Bauernhauses | An der Leuba 105 (Karte)              | Ende 18. Jahrhundert | Dekorativer, strebenreichen Fachwerkgiebel mit bildprägendem Charakter und baugeschichtlicher Bedeutung | 08955577 |
| Direkt Bild zu diesem Denkmal hochladen | Nördliches und südliches Seitengebäude eines Vierseithofes | An der Leuba 115 (Karte)              | Um 1800 (nördliches Seitengebäude); bezeichnet mit 1819 (südliches Seitengebäude)                                                             | Weitgehend original erhaltene zeittypische Fachwerkgebäude, bau- und heimatgeschichtlich von Bedeutung | 08955438 |
| Direkt Bild zu diesem Denkmal hochladen | Nördliches Seitengebäude mit Oberlaube eines Vierseithofes | An der Leuba 118 (Karte)              | Ende 18. Jahrhundert | Fachwerkbau mit vorkragendem Obergeschoss und seltener Oberlaube, baugeschichtlich von Bedeutung | 08955439 |
| Direkt Bild zu diesem Denkmal hochladen | Gasthof mit Saal-Anbau | An der Leuba 125 (Karte)              | Bezeichnet mit 1881 | Putzbau mit Saal über winkligem Grundriss, der Saal mit aufwendigen Fensterrahmen, bau- und ortsgeschichtlich von Bedeutung                                                                                         | 08955440 |
| Direkt Bild zu diesem Denkmal hochladen | Scheune eines Zweiseithofes | An der Leuba 127 (Karte)              | 2. Hälfte 19. Jahrhundert | Ortsbildprägende Fachwerkscheune von baugeschichtlicher Bedeutung | 08955575 |
| Direkt Bild zu diesem Denkmal hochladen | Südliches Seitengebäude eines Vierseithofes | An der Leuba 150 (Karte)              | 18. Jahrhundert | Weitgehend original erhaltenes Gebäude mit strebenreichem Fachwerk, bau-, haus- und heimatgeschichtlich von Bedeutung                                                                                               | 08955441 |
| Direkt Bild zu diesem Denkmal hochladen | Zwei Seitengebäude eines Vierseithofes | Buttermilchwinkel 3a (Karte)          | 2. Hälfte 17. Jahrhundert; 2. Hälfte 19. Jahrhundert                                                                                          | Beide Gebäude in Fachwerkbauweise, das südwestliche Seitengebäude mit seltenen geschweiften Andreaskreuzen, bau- und hausgeschichtlich von Bedeutung                                                                | 08955442 |
| Direkt Bild zu diesem Denkmal hochladen | Durchfahrtsscheune und Scheune eines Vierseithofes | Buttermilchwinkel 10 (Karte)          | Ende 18. Jahrhundert (Durchfahrtsscheune); 2. Hälfte 19. Jahrhundert (Scheune)                                                                | Bauliche Reste eines ehemaligen weitgehend original erhaltenen Vierseithofes, bildprägende Fachwerkgebäude, bau- und heimatgeschichtlich von Bedeutung                                                              | 08955443 |
| Direkt Bild zu diesem Denkmal hochladen | Seitengebäude und Durchfahrtsscheune eines Vierseithofes | Buttermilchwinkel 18a (Karte)         | Um 1720 (Seitengebäude); um 1848 (Durchfahrtsscheune)                                                                                         | Im Kreis sehr seltene Fachwerkkonstruktion, Bestandteil der ältesten Bebauung, bau- und hausgeschichtlich von Bedeutung                                                                                             | 08955444 |
| Direkt Bild zu diesem Denkmal hochladen | Seitengebäude und Durchfahrtsscheune eines Vierseithofes | Buttermilchwinkel 21 (Karte)          | 1707 Dendro (Scheune); 1. Hälfte 19. Jahrhundert (Seitengebäude)                                                                              | Weitgehend unverändert erhaltene Beispiele der älteren Holzbauweise, bau-, haus- und heimatgeschichtlich von Bedeutung                                                                                              | 08955446 |
| Weitere Bilder                          | Kirche mit Ausstattung, Kirchhof mit allen Teilen der Einfriedung, Denkmal für die Gefallenen des Ersten Weltkrieges, OdF-Denkmal und sämtliche schmiedeeiserne Grabeinfriedungen | Kirchberg (Karte)                     | 12. Jahrhundert (Chorturm der Kirche); 1885 (Kirche, Neubau des Saals); nach 1918 (Kriegerdenkmal); nach 1945 (VdN/OdF)                       | Chorturmkirche, verputzter Bruchsteinbau mit Saal mit hohen Rundbogenfenstern, bau- und ortsgeschichtlich von Bedeutung                                                                                             | 08955424 |
| Weitere Bilder                          | Pfarrhaus (Nr. 4) und Seitengebäude (Nr. 2) des ehemaligen Pfarrgehöfts mit Stützmauern und Zaunsäulen                                                                            | Kirchberg 2, 4 (Karte)                | 1. Hälfte 18. Jahrhundert (Pfarrhaus); bezeichnet mit 1741 (Pfarrscheune)                                                                     | Charakteristische Fachwerkbauten als Teil des Ensembles Kirchschule, Kirche und Pfarrhof, bau-, heimat- und ortsgeschichtlich von Bedeutung                                                                         | 08955423 |
| Weitere Bilder                          | Kirchschule und Brunnen neben der Schule | Kirchberg 6 (Karte)                   | Bezeichnet mit 1720 (Brunnen); 2. Hälfte 19. Jahrhundert, Kern älter (Wohnhaus)                                                               | Alte Kirchschule von Langenleuba-Oberhain, markantes Fachwerkgebäude als Teil des Ensembles um Kirche und Pfarrhof, baugeschichtliche, ortsbildprägende und ortshistorische Bedeutung                               | 08955425 |
| Direkt Bild zu diesem Denkmal hochladen | Häuslerhaus | Oberhainer Straße 1 (Karte)           | 1. Hälfte 19. Jahrhundert | Fachwerkgebäude am Leubabach, baugeschichtlich und straßenbildprägend von Bedeutung, weitgehend unverändert erhalten                                                                                                | 08955448 |
| Direkt Bild zu diesem Denkmal hochladen | Östliches Wohnstallhaus, Durchfahrtsscheune mit Oberlaube sowie westliche Scheune eines Vierseithofes                                                                             | Oberhainer Straße 2 (Karte)           | 18. Jahrhundert (Wohnstallhaus und Scheune); bezeichnet mit 1791 (Durchfahrtsscheune)                                                         | Regionaltypische Fachwerkgebäude mit Seltenheitswert, kaum gestörte Originalsubstanz, baugeschichtlich, heimatgeschichtlich und ortsbildprägend von Bedeutung                                                       | 08955449 |
| Direkt Bild zu diesem Denkmal hochladen | Südliches Seitengebäude mit Oberlaube und westliche Scheune eines Vierseithofes                                                                                                   | Oberhainer Straße 18a (Karte)         | Um 1790 (Seitengebäude); um 1800 (Scheune) | Oberlaube Seltenheitswert, ortsbildprägende Fachwerk-Scheune, baugeschichtlich von Bedeutung | 08955450 |
| Direkt Bild zu diesem Denkmal hochladen | Wohnhaus (ehemaliger Gasthof) | Oberhainer Straße 22 (Karte)          | 1. Hälfte 19. Jahrhundert | Zeittypischer Fachwerkbau mit baugeschichtlicher und ortshistorischer Bedeutung | 08955572 |
| Direkt Bild zu diesem Denkmal hochladen | Seitengebäude (Nr. 24b) und ehemalige Durchfahrtsscheune (Nr. 24a) eines Dreiseithofes                                                                                            | Oberhainer Straße 24a, 24b (Karte)    | Bezeichnet mit 1792 (Seitengebäude); 2. Hälfte 19. Jahrhundert (Scheune)                                                                      | Obergeschosse in Fachwerk, wichtiger Bestandteil der alten Ortsstruktur, bau- und heimatgeschichtlich von Bedeutung                                                                                                 | 08955451 |
| Direkt Bild zu diesem Denkmal hochladen | Häusleranwesen | Oberhainer Straße 35 (Karte)          | 1. Hälfte 19. Jahrhundert | Kleines Fachwerk-Wohnhaus direkt an der Dorfstraße, entscheidend bildprägend sowie Bestandteil der Auenbebauung, baugeschichtlich von Bedeutung                                                                     | 08955454 |
| Direkt Bild zu diesem Denkmal hochladen | Östliches Wohnstallhaus sowie zwei Seitengebäude | Oberhainer Straße 36 (Karte)          | Tafel im Giebel bezeichnet mit 1829 (Wohnstallhaus); um 1830 (Seitengebäude)                                                                  | Weitgehend authentisch erhaltene Fachwerkgebäude mit baugeschichtlicher und ortsbildprägender Bedeutung | 08955452 |
| Direkt Bild zu diesem Denkmal hochladen | Seitengebäude (mit Oberlaube) eines ehemaligen Vierseithofes | Oberhainer Straße 40 (Karte)          | 2. Hälfte 18. Jahrhundert | Weitgehend unverändert erhaltenes Beispiel eines regionaltypischen Fachwerkgebäudes mit erhaltener Oberlaube, von bau- und heimatgeschichtlicher Bedeutung                                                          | 09306531 |
| Direkt Bild zu diesem Denkmal hochladen | Wohnstallhaus | Oberhainer Straße 42 (Karte)          | Kern Ende 18. Jahrhundert | Weitgehend original erhaltenes, stattliches Fachwerkhaus mit außergewöhnlicher Konstruktion, Seltenheitswert, bau-, haus- und heimatgeschichtlich von Bedeutung                                                     | 08955453 |
| Direkt Bild zu diesem Denkmal hochladen | Wohnstallhaus und Seitengebäude (mit Oberlaube) eines Vierseithofes | Oberhainer Straße 62 (Karte)          | Ende 18. Jahrhundert (Wohnstallhaus); bezeichnet mit 1820, im Kern wohl älter (Seitengebäude)                                                 | Teil der alten Ortsstruktur, baugeschichtlich von Bedeutung; sehr gutes, nicht verändertes Beispiel der Holzbauweise, Seltenheitswert                                                                               | 08955455 |
| Direkt Bild zu diesem Denkmal hochladen | Südliche Durchfahrtsscheune und winkliges Seitengebäude eines Vierseithofes | Oberhainer Straße 67 (Karte)          | Bezeichnet mit 1844 (Durchfahrtsscheune); 1. Hälfte 19. Jahrhundert (Seitengebäude)                                                           | Sehr gut erhaltenes Ensemble von Fachwerk-Gebäuden, heimatgeschichtlich von Bedeutung | 08955459 |
|                                         | Vierseithof mit westlichem Wohnstallhaus, südlichem Seitengebäude, nördlicher Durchfahrtsscheune und Scheune sowie Stein und Hofbaum                                              | Oberhainer Straße 70 (Karte)          | Bezeichnet mit 1867 (Wohnstallhaus); 2. Hälfte 18. Jahrhundert (Seitengebäude und Scheune); Anfang 19. Jahrhundert (Durchfahrtsscheune)       | Weitgehend original erhaltene Hofanlage in Holzbauweise, baugeschichtlich, heimatgeschichtlich und ortsbildprägend von Bedeutung                                                                                    | 08955456 |
| Direkt Bild zu diesem Denkmal hochladen | Östliches Wohnstallhaus und westliche Scheune eines Vierseithofes | Oberhainer Straße 74 (Karte)          | Anfang 19. Jahrhundert | Stattliche Fachwerkgebäude von bau- und heimatgeschichtlicher Bedeutung, ortsbildprägend | 08955458 |
| Direkt Bild zu diesem Denkmal hochladen | Vierseithof mit Wohnstallhaus (Nr. 80, 80a), zwei Seitengebäuden (Nr. 78) und Scheune                                                                                             | Oberhainer Straße 78, 80, 80a (Karte) | 18. Jahrhundert (Stallscheune); um 1800 (Wohnstallhaus); Schlussstein bezeichnet mit 1836 (Scheune); 2. Hälfte 19. Jahrhundert (Stallscheune) | Weitgehend original erhaltene Hofanlage in Fachwerkbauweise, baugeschichtlich, heimatgeschichtlich und ortsbildprägend von Bedeutung                                                                                | 08955460 |
| Direkt Bild zu diesem Denkmal hochladen | Östliches Wohnstallhaus, südliches Seitengebäude und westliche Scheune eines Vierseithofes                                                                                        | Oberhainer Straße 82 (Karte)          | Ende 18. Jahrhundert (Wohnstallhaus und Scheune); Türsturz bezeichnet mit 1838 (Wohnstallhaus); Ende 19. Jahrhundert (Seitengebäude)          | Gut erhaltene Gebäude in Fachwerkbauten, Beispiel für die alte Holzbauweise, bau- und heimatgeschichtlich von Bedeutung                                                                                             | 08955461 |
| Direkt Bild zu diesem Denkmal hochladen | Vierseithof mit nördlichem Wohnstallhaus, östlichem Seitengebäude mit Oberlaube und zwei Scheunen                                                                                 | Oberhainer Straße 84 (Karte)          | Ende 18. Jahrhundert (Seitengebäude); 1. Hälfte 19. Jahrhundert (Stallscheune und Scheune)                                                    | Weitgehend original erhaltene Hofanlage in Holzbauweise, baugeschichtlich, heimatgeschichtlich und ortsbildprägend von Bedeutung                                                                                    | 08955462 |
| Direkt Bild zu diesem Denkmal hochladen | Nördliches Seitengebäude und östliche Scheune eines Vierseithofes | Oberhainer Straße 90 (Karte)          | Bezeichnet mit 1870 (Scheune); 2. Hälfte 19. Jahrhundert (Seitengebäude)                                                                      | Regionaltypische, gut erhaltene Fachwerkbauweise, bau- und heimatgeschichtlich von Bedeutung | 08955463 |
| Direkt Bild zu diesem Denkmal hochladen | Östliches und westliches Seitengebäude sowie nördliche Scheune eines Vierseithofes                                                                                                | Oberhainer Straße 92 (Karte)          | Anfang 19. Jahrhundert (Scheune); bezeichnet mit 1826 (Stallscheune); bezeichnet mit 1898 (Seitengebäude)                                     | Gut erhaltene Fachwerk-Substanz, bau- und heimatgeschichtlich von Bedeutung | 08955464 |
| Direkt Bild zu diesem Denkmal hochladen | Wohnstallhaus (Umgebinde) eines Bauernhofes | Oberhainer Straße 96 (Karte)          | Ende 18. Jahrhundert | Im Ort singulärer Fachwerkbau mit Umgebinde, bau- und hausgeschichtlich von Bedeutung | 08955465 |

## Markersdorf
| Bild                                    | Bezeichnung | Lage                        | Datierung                                        | Beschreibung | ID       |
| --------------------------------------- | --- | --------------------------- | ------------------------------------------------ | --- | -------- |
| Direkt Bild zu diesem Denkmal hochladen | Sachgesamtheitsbestandteil der Sachgesamtheit Muldentalbahn (Obj. 09306181), Teilabschnitt Penig, Ortsteil Markersdorf mit dem Sachgesamtheitsteil: Durchlass | (Flurstück 196) (Karte)     | 1875                                             | Sachgesamtheit mit allen Bahnanlagen, darunter Gleisanlagen mit Unter- und Oberbau, Streckenkilometrierung, Fernmelde- und Signalanlagen, Bahnstationen einschließlich aller Funktionsbauten, Wärterhäuschen, Brücken und Durchlässen in den Gemeinden Glauchau (Ortsteile Glauchau, Kleinbernsdorf, Reinholdshain, Niederlungwitz), Limbach-Oberfrohna (Ortsteile Wolkenburg-Kaufungen, Herrndorf, Uhlsdorf), Remse (Ortsteil Remse), Waldenburg (Ortsteile Niederwinkel, Oberwinkel, Waldenburg), Lunzenau (Ortsteile Lunzenau, Berthelsdorf, Cossen, Rochsburg, Göritzhain), Penig (Ortsteile Markersdorf, Penig, Amerika, Arnsdorf, Thierbach, Zinnberg), Rochlitz (Ortsteile Penna, Rochlitz, Zaßnitz), Seelitz (Ortsteile Fischheim, Seelitz, Biesern, Steudten), Colditz (Ortsteile Colditz, Lastau, Möseln, Sermuth, Zschetzsch), Grimma (Ortsteil Großbothen), für die Industrieentwicklung des Muldentals wichtige und landschaftsbildende prägende Normalspurbahn, wirtschaftsgeschichtlich, eisenbahngeschichtlich, landschaftsgestaltend sowie regionalgeschichtlich von Bedeutung | 09306133 |
| Weitere Bilder                          | Kirche Unserer lieben Frauen, Kirchhof und Einfriedung | Obere Dorfstraße (Karte)    | Kern 12./13. Jahrhundert, verändert              | Spätromanische Saalkirche mit markantem Dachreiter, bau- und ortsgeschichtlich von Bedeutung. Filialkirche von Penig 1539 und 1940. Typisch sächsische Dorfkirche mit schmalem Saal, kleinem Eingangsvorbau und achtseitigem Dachreiter mit hohem, spitzen Helm. Verputzter Bruchsteinbau, Schieferdeckung, drei Fenster an der Ostwand, innen: flach gedecktes, etwas quadratisches Schiff, wenig eingezogener, rechteckiger Chor mit spätgotischem Kreuzrippengewölbe, dort Schlussstein mit großer Rose (Wappenbild der Burggrafen von Altenburg, zugleich der Stadt Penig). | 08960929 |
| Direkt Bild zu diesem Denkmal hochladen | Häuslerhaus | Obere Dorfstraße 10 (Karte) | 1. Hälfte 19. Jahrhundert                        | Obergeschoss Fachwerk, in der Dorfau gelegen unverzichtbar für das Ortsbild, baugeschichtlich von Bedeutung | 08960930 |
| Direkt Bild zu diesem Denkmal hochladen | Südliches Seitengebäude mit Oberlaube eine Vierseithofes | Obere Dorfstraße 17 (Karte) | Um 1750                                          | Bemerkenswertes Gebäude mit 11jochiger Oberlaube, Seltenheitswert, bau- und hausgeschichtlich von Bedeutung | 08960927 |
| Weitere Bilder                          | Bahndamm (Einzeldenkmal der Sachgesamtheit 09306181) | Peniger Straße (Karte)      | 1875                                             | Einzeldenkmal der Sachgesamtheit Muldentalbahn; Stützmauer zwischen Bahnkilometer 17,5 und 17,7 der Bahnstrecke Glauchau–Wurzen (Muldentalbahn), bossiertes Bruchstein-Mauerwerk mit Strebepfeilern im unteren Bereich, hochliegender exponierter Gleiskörper von imposanter Wirkung, eisenbahn- und technikgeschichtlich von Bedeutung | 09306120 |
| Direkt Bild zu diesem Denkmal hochladen | Südliches Seitengebäude mit Oberlaube sowie östliches Torhaus mit Kumthalle eines Vierseithofes                                                               | Untere Dorfstraße 3 (Karte) | Um 1750 (Seitengebäude); um 1830 (Seitengebäude) | Weitgend original erhaltene, bemerkenswerte Hofgebäude, die Oberlaube als seltene Konstruktionsart, baugeschichtlich, hausgeschichtlich und ortsbildprägend von Bedeutung | 08960926 |
| Direkt Bild zu diesem Denkmal hochladen | Wohnstallhaus eines ehemaligen Vierseithofes | Untere Dorfstraße 9 (Karte) | Ende 18. Jahrhundert                             | Weitgehend unverändert erhaltenes Beispiel der Holzbauweise, bau- und heimatgeschichtlich von Bedeutung | 08960925 |

## Niedersteinbach
| Bild                                    | Bezeichnung | Lage                                   | Datierung                                                                                                  | Beschreibung | ID       |
| --------------------------------------- | --- | -------------------------------------- | --- | --- | -------- |
| Weitere Bilder                          | Grenzstein | Altenburger Straße (Karte)             | 19. Jahrhundert, heute erneuert                                                                            | Porphyrstein mit albertinischem und ernestinischem Wappen (erneuert), über dem sächsischen Wappen Initialen S G, bezieht sich auf die Teilung des Kurfürstentums 1485, regionalgeschichtlich von Bedeutung | 08955397 |
|                                         | Südliches Seitengebäude eines Bauernhofes                                                                                             | Altenburger Straße 6 (Karte)           | 1. Hälfte 19. Jahrhundert                                                                                  | Regionaltypisches Fachwerkgebäude, gutes Beispiel der Holzbauweise, baugeschichtlich von Bedeutung | 08955398 |
| Weitere Bilder                          | Wohnstallhaus eines Dreiseithofes | Altenburger Straße 9, 9a (Karte)       | 2. Hälfte 19. Jahrhundert                                                                                  | Repräsentativer, lang gestreckter Putzbau mit Porphyrgewänden, entscheidend straßenbildprägend, heimatgeschichtlich von Bedeutung | 08955400 |
| Weitere Bilder                          | Eisenbahnviadukt Nirkendorf | Altenburger Straße 9a (hinter) (Karte) | 1870er Jahre                                                                                               | Bahnstrecke Altenburg–Langenleuba-Oberhain, siebenbogige verputzte Steinbrücke mit Klinkerzierelementen, landschaftsprägend, bau-, technik- und eisenbahngeschichtlich von Bedeutung | 08955399 |
| Weitere Bilder                          | Kirche mit Ausstattung, Kirchhof, sieben Grabmale, Denkmal für die Gefallenen des Ersten Weltkrieges und Kirchhofseinfriedung mit Tor | Karl-von-Hase-Straße (Karte)           | Anfang 13. Jahrhundert (Chorturm, Apsis der Kirche); 18. Jahrhundert (Grabmal); nach 1918 (Kriegerdenkmal) | Chorturmkirche mit barocker Ausstattung, bau- und ortsgeschichtlich von Bedeutung | 08955406 |
|                                         | Lutherlinde mit Gedenkstein | Karl-von-Hase-Straße 2 (bei) (Karte)   | 1883 (Gedenkbaum); 1917 (Gedenkstein)                                                                      | Gedenkbaum anlässlich des 400. Geburtstags des Reformators Martin Luther gepflanzt, Porphyrstein mit Lutherrose (1571–1971), personen-, kultur- und ortsgeschichtlich von Bedeutung. Lutherbäume wurden zum Gedenken an die Person Martin Luthers bzw. das Wirken des Reformators gepflanzt. Bekanntestes Beispiel ist die Luthereiche in der Lutherstadt Wittenberg, an deren Standort Luther 1520 sein Exemplar der päpstlichen Bannandrohungsbulle Exsurge Domine verbrannte. Im Jahr 1883 wurden anlässlich des 400. Geburtstags von Martin Luther in vielen, in der Regel mehrheitlich evangelisch-lutherischen Orten Lutherlinden gepflanzt. Diese Bäume stehen zumeist auf Plätzen vor Kirchen oder sonstigen zentral gelegenen Standorten. Zur Pflanzung weiterer Lutherlinden kam es im Jahre 1917 anlässlich des 400-jährigen Jubiläums der Reformation und 1933 zum 450. Geburtstag Martin Luthers. Die Anlage in Niedersteinbach, aus Linde und Gedenkstein bestehend, erinnert an Luther selbst, an ein 1883 weit verbreitetes und kirchlich/religiös bedeutsames Gedenken sowie an ein für den Ort Niedersteinbach wichtiges Ereignis. Sie ist somit personen-, kultur- und ortsgeschichtlich bedeutend. | 08955402 |
|                                         | Pfarrhaus, Seitengebäude und Taufstein                                                                                                | Karl-von-Hase-Straße 4 (Karte)         | 1710 | Bemerkenswerter Bau mit zwei Fachwerk-Obergeschossen, bau-, haus- und ortsgeschichtlich von Bedeutung, ortsbildprägende Lage | 08955407 |
| Direkt Bild zu diesem Denkmal hochladen | Ehemaliges Armenhaus | Karl-von-Hase-Straße 7 (Karte)         | 1. Hälfte 19. Jahrhundert, Kern älter                                                                      | Regionaltypischer Bau mit Fachwerkobergeschoss, bau- und ortsgeschichtlich von Bedeutung | 08955570 |
| Direkt Bild zu diesem Denkmal hochladen | Wohnhaus und winkliges Seitengebäude eines Vierseithofes                                                                              | Karl-von-Hase-Straße 10 (Karte)        | 1740, laut Inschrift (Wohnstallhaus); um 1840 (Seitengebäude)                                              | Beispiel für die Fachwerkbauweise, bau- und heimatgeschichtlich von Bedeutung | 08955584 |
| Direkt Bild zu diesem Denkmal hochladen | Nördliches und südliches Seitengebäude sowie östliche Scheune eines Vierseithofes                                                     | Karl-von-Hase-Straße 19 (Karte)        | Um 1828 | Alle drei Gebäude in regionaltypischer Fachwerkbauweise, bildprägend durch erhöhte Lage, gut erhaltene Bausubstanz, bau- und wirtschaftsgeschichtlich von Bedeutung | 08955403 |
|                                         | Östliches und westliches Seitengebäude eines Vierseithofes                                                                            | Karl-von-Hase-Straße 23 (Karte)        | 1. Hälfte 19. Jahrhundert (östliche Stallscheune); 2. Hälfte 19. Jahrhundert (westliche Stallscheune)      | Regionaltypische Fachwerkbauten mit guter Originalsubstanz, bau- und wirtschaftsgeschichtlich von Bedeutung | 08955404 |
| Direkt Bild zu diesem Denkmal hochladen | Ehemaliges Armenhaus | Kleine Seite 3 (Karte)                 | 18. Jahrhundert                                                                                            | Fachwerkhaus mit Stampflehm-Erdgeschoss, direkt am Steinbach, unverzichtbarer Bestandteil für die Ortsstruktur, heimat- und ortsgeschichtlich von Bedeutung | 08955396 |
| Direkt Bild zu diesem Denkmal hochladen | Westliches Wohnhaus, östliches Seitengebäude und nördliche Scheune eines Vierseithofes                                                | Kleine Seite 7 (Karte)                 | 1820 (Scheune); 1. Hälfte 19. Jahrhundert (Stallscheune); bezeichnet mit 1884 (Bauernhaus)                 | Regionaltypischer Bauernhof mit ortsbildprägender Wirkung, bau- und heimatgeschichtlich von Bedeutung. Massives Wohnhaus, Scheune und Stallscheune eines Vierseithofes. | 08955395 |
| Direkt Bild zu diesem Denkmal hochladen | Östliches Seitengebäude (mit Oberlaube) und Torbogen eines Vierseithofes                                                              | Kleine Seite 13 (Karte)                | Um 1700 (Seitengebäude); bezeichnet mit 1850 (Torbogen)                                                    | Fachwerkgebäude aus der Zeit um 1700 mit siebenjochiger Oberlaube, bau- und hausgeschichtlich von Bedeutung, Seltenheitswert | 08955394 |
|                                         | Wegestein | Obersteinbacher Straße (Karte)         | 19. Jahrhundert                                                                                            | Mit Richtungsangaben nach Ober- und Niedersteinbach und Markersdorf, Höhe ca. 60 cm, Porphyr, verkehrsgeschichtlich von Bedeutung | 08955408 |
| Direkt Bild zu diesem Denkmal hochladen | Östliches Wohnstallhaus und südliches Seitengebäude eines Vierseithofes                                                               | Obersteinbacher Straße 22 (Karte)      | Bezeichnet mit 1790 (Seitengebäude); um 1800 (Wohnstallhaus)                                               | Beispiel für sehr aufwendige Holzkonstruktion, strebenreiche Fachwerkbauten, ortsbildprägende Lage, bau- und heimatgeschichtlich von Bedeutung | 08955409 |
| Direkt Bild zu diesem Denkmal hochladen | Südöstliches Seitengebäude eines Vierseithofes                                                                                        | Obersteinbacher Straße 29 (Karte)      | Bezeichnet mit 1780                                                                                        | Gutes Beispiel für die Fachwerkbauweise, weitgehend ursprünglicher Erhaltungszustand, baugeschichtlich von Bedeutung | 08955585 |
| Direkt Bild zu diesem Denkmal hochladen | Östliches und westliches Seitengebäude, südliche Scheune, Brunnen und Hofpflasterung eines Vierseithofes (Kertschersches Gut)         | Obersteinbacher Straße 68, 70 (Karte)  | 1886–1887                                                                                                  | Stattliche, geschlossen erhaltene Hofanlage, bau- und heimatgeschichtlich von Bedeutung. Typisches Beispiel für den wirtschaftlichen Aufschwung Ende des 19. Jahrhunderts. | 08955573 |
| Direkt Bild zu diesem Denkmal hochladen | Nördliches Wohnstallhaus und östliches Seitengebäude eines Vierseithofes                                                              | Obersteinbacher Straße 72 (Karte)      | Um 1800 (Wohnstallhaus); 2. Hälfte 19. Jahrhundert (Seitengebäude)                                         | Beide Gebäude in Fachwerkbauweise, baugeschichtlich von Bedeutung, entscheidend ortsbildprägende Wirkung | 08955410 |
| Direkt Bild zu diesem Denkmal hochladen | Wohnstallhaus und Scheune eines Bauernhofes                                                                                           | Untere Hauptstraße 8 (Karte)           | Ende 18. Jahrhundert (Wohnstallhaus); 1. Hälfte 19. Jahrhundert (Seitengebäude)                            | Wohnstallhaus mit strebenreichem Fachwerk, Seitengebäude ebenfalls in Holzbauweise, bau- und heimatgeschichtlich von Bedeutung | 08955401 |
| Direkt Bild zu diesem Denkmal hochladen | Wohnstallhaus (Umgebinde), Seitengebäude und Torpfeiler eines Dreiseithofes                                                           | Untere Hauptstraße 22, 22a (Karte)     | Bezeichnet mit 1730 (Wohnstallhaus); bezeichnet mit 1849 (Seitengebäude)                                   | Wohnstallhaus in seltener Fachwerk-Konstruktionsart, ortsbildprägender Hof, bau- und hausgeschichtlich von Bedeutung | 08955393 |

## Obergräfenhain
| Bild                                    | Bezeichnung | Lage                               | Datierung | Beschreibung | ID       |
| --------------------------------------- | --- | ---------------------------------- | --- | --- | -------- |
| Weitere Bilder                          | Viadukt Obergräfenhain                                                                                                 | (Flurstück 704/1) (Karte)          | 1870er Jahre | Eisenbahnbrücke der Bahnstrecke Rochlitz–Penig (6632 / 6432, sä. RP), eisenbahngeschichtlich von Bedeutung | 08955467 |
| Direkt Bild zu diesem Denkmal hochladen | Westliches Wohnstallhaus, südliches und nördliches Seitengebäude eines Vierseithofes sowie Hofpflasterung und Torbogen | Hauptstraße 1 (Karte)              | Türsturz bezeichnet mit 1788 (Stallscheune); bezeichnet mit 1848 (Wohnstallhaus); Ende 19. Jahrhundert (Seitengebäude)                       | Stattliches Wohnstallhaus mit hofseitigem Fachwerk-Obergeschoss, baugeschichtlich und ortsbildprägend von Bedeutung | 08955466 |
| Weitere Bilder                          | St. Jakobuskirche mit Ausstattung, Kirchhof und Einfriedung sowie Denkmal für die Gefallenen des Ersten Weltkrieges    | Obergräfenhainer Straße (Karte)    | Kern 12. Jahrhundert (Kirche); bezeichnet mit 1752 (Kirche); um 1600 (Taufe); Ende 18. Jahrhundert (Orgel); nach 1918 (Kriegerdenkmal)       | Chorturmkirche mit Halbkreisapsis, bau- und ortsgeschichtlich von Bedeutung | 08955474 |
| Weitere Bilder                          | Wegestein | Obergräfenhainer Straße (Karte)    | Bezeichnet mit 1839 | Gegiebelter Porphyrstein mit Zeigegestus in die verschiedenen Richtungen, verkehrsgeschichtlich von Bedeutung | 08955487 |
| Direkt Bild zu diesem Denkmal hochladen | Westliches Wohnstallhaus und Seitengebäude eines Bauernhofes                                                           | Obergräfenhainer Straße 3 (Karte)  | Bezeichnet mit 1783 (Seitengebäude); bezeichnet mit 1832, Kern älter (Wohnstallhaus)                                                         | Regional- und zeittypische Fachwerkbauten, Beispiel für die ältere Holzbauweise, bau- und heimatgeschichtlich von Bedeutung | 08955469 |
| Direkt Bild zu diesem Denkmal hochladen | Wohnhaus | Obergräfenhainer Straße 12 (Karte) | 1. Hälfte 19. Jahrhundert | Weitgehend original erhaltener kleiner Fachwerkbau, bau- und heimatgeschichtlich von Bedeutung | 08955468 |
| Direkt Bild zu diesem Denkmal hochladen | Südliches Torhaus und nördliche Durchfahrtsscheune eines Dreiseithofes                                                 | Obergräfenhainer Straße 15 (Karte) | Ende 18. Jahrhundert (Torhaus); bezeichnet mit 1787 (Scheune)                                                                                | Weitgehend original erhaltene zeittypische Wirtschaftsgebäude des ausgehenden 18. Jahrhunderts, baugeschichtlich von Bedeutung | 08955470 |
| Direkt Bild zu diesem Denkmal hochladen | Pfarrhaus, Seitengebäude, Scheune, Toreinfahrt und Gartenpforte eines Pfarrhofes sowie Handschwengelpumpe              | Obergräfenhainer Straße 25 (Karte) | Bezeichnet mit 1699 (Pfarrhaus); um 1800 (Pfarrscheune); bezeichnet mit 1842 (Torbogen)                                                      | Reizvolles bauliches Ensemble zusammen mit Kirche, Kirchhof und Schule, bau-, haus- und ortsgeschichtlich von Bedeutung | 08955472 |
| Direkt Bild zu diesem Denkmal hochladen | Östliches Wohnstallhaus, nördliches und südliches Seitengebäude sowie Scheune eines Vierseithofes                      | Obergräfenhainer Straße 29 (Karte) | 1. Hälfte 19. Jahrhundert (nördliches Seitengebäude und Scheune); Mitte 19. Jahrhundert (Wohnstallhaus und südliches Seitengebäude)          | In ihrem Erscheinungsbild weitgehend authentisch überkommene zeit- und regionaltypische Hofanlage in Fachwerkbauweise, wichtiger Bestandteil des Ortskerns mit bau- und heimatgeschichtlicher Bedeutung                                                                | 08955473 |
| Direkt Bild zu diesem Denkmal hochladen | Schule | Obergräfenhainer Straße 31 (Karte) | Bezeichnet mit 1840 | Im Ensemble mit Kirche und Pfarrhof den Ortskern bestimmender Putzbau, baugeschichtliche und ortshistorische Bedeutung | 08955471 |
| Direkt Bild zu diesem Denkmal hochladen | Wohnstallhaus | Obergräfenhainer Straße 35 (Karte) | Bezeichnet mit 1821 | Weitgehend unverändert erhaltener Fachwerkbau, baugeschichtlich von Bedeutung | 08955476 |
| Direkt Bild zu diesem Denkmal hochladen | Zwei Seitengebäude und Scheune eines Vierseithofes                                                                     | Obergräfenhainer Straße 42 (Karte) | 1. Hälfte 19. Jahrhundert (Stallscheune); 2. Hälfte 19. Jahrhundert (Seitengebäude und Scheune)                                              | Stattliche Fachwerkgebäude mit bau- und heimatgeschichtlichem Wert | 08955475 |
| Direkt Bild zu diesem Denkmal hochladen | Südliches Seitengebäude und nördliche Durchfahrtsscheune eines Vierseithofes                                           | Obergräfenhainer Straße 52 (Karte) | 1. Hälfte 19. Jahrhundert (Scheune); 2. Hälfte 19. Jahrhundert (Seitengebäude)                                                               | Beide Gebäude in regionaltypischer Fachwerkbauweise, baugeschichtlich und straßenbildprägend von Bedeutung | 08955477 |
| Direkt Bild zu diesem Denkmal hochladen | Wohnstallhaus, Seitengebäude, Durchfahrtsscheune, Scheune und Torbogen eines Vierseithofes                             | Obergräfenhainer Straße 62 (Karte) | Bezeichnet mit 1765 (Toreinfahrt); bezeichnet mit 1799 (Wohnstallhaus); um 1850 (Seitengebäude, Scheune und Durchfahrtsscheune)              | In ihrer Substanz und Struktur gut erhaltene geschlossene Hofanlage als wichtiger Bestandteil der Ortsstruktur, baugeschichtlich, heimatgeschichtlich und entscheidend ortsbildprägend von Bedeutung                                                                   | 08955479 |
| Direkt Bild zu diesem Denkmal hochladen | Wohnhaus eines Gehöfts                                                                                                 | Obergräfenhainer Straße 69 (Karte) | Deckenbalken bezeichnet mit 1825 | Obergeschoss Fachwerk, baugeschichtlich und ortsbildprägend von Bedeutung | 08955480 |
| Direkt Bild zu diesem Denkmal hochladen | Westliches Wohnstallhaus und südliches Seitengebäude eines Vierseithofes                                               | Obergräfenhainer Straße 73 (Karte) | 1. Hälfte 18. Jahrhundert (Seitengebäude); um 1800 (Wohnstallhaus)                                                                           | Zeit- und regionaltypische Fachwerkbauten, Fachwerkkonstruktion des Seitengebäudes mit Seltenheitswert, bau- und hausgeschichtlich von Bedeutung | 08955482 |
| Direkt Bild zu diesem Denkmal hochladen | Wohnstallhaus eines Vierseithofes                                                                                      | Obergräfenhainer Straße 74 (Karte) | Ende 18. Jahrhundert | Stattlicher Bau mit hohem Schopfwalmdach, baugeschichtlich und hausgeschichtlich und ortsbildprägend von Bedeutung | 08955481 |
| Direkt Bild zu diesem Denkmal hochladen | Wohnstallhaus, zwei Seitengebäude (das nördliche mit Oberlaube) und Stallscheune eines Vierseithofes                   | Obergräfenhainer Straße 75 (Karte) | 1. Hälfte 19. Jahrhundert (Wohnstallhaus); um 1840 (Seitengebäude); bezeichnet mit 1842 (Stallscheune); Mitte 19. Jahrhundert (Stallscheune) | In ihrer Substanz und Struktur gut erhaltene geschlossene Hofanlage als wichtiger Bestandteil der Ortsstruktur, regional- und zeittypische Fachwerkgebäude, die Oberlaube mit Seltenheitswert, baugeschichtlich, heimatgeschichtlich und ortsbildprägend von Bedeutung | 08955483 |
| Direkt Bild zu diesem Denkmal hochladen | Wohnstallhaus eines Bauernhofes                                                                                        | Obergräfenhainer Straße 81 (Karte) | Ende 18. Jahrhundert | Weitgehend original erhaltenes Fachwerk-Bauernhaus, Beispiel der Holzbauweise, heimatgeschichtlich von Bedeutung | 08955484 |
| Direkt Bild zu diesem Denkmal hochladen | Südliche Durchfahrtsscheune eines Vierseithofes                                                                        | Obergräfenhainer Straße 96 (Karte) | Anfang 19. Jahrhundert | Weitgehend original erhaltenes Fachwerkgebäude mit baugeschichtlicher Bedeutung | 08955486 |

## Tauscha
| Bild                                    | Bezeichnung                                                                             | Lage                                                | Datierung | Beschreibung | ID       |
| --------------------------------------- | --------------------------------------------------------------------------------------- | --------------------------------------------------- | --- | --- | -------- |
| Weitere Bilder                          | Denkmal für die Gefallenen des Deutsch-Französischen Krieges und des Ersten Weltkrieges | Tauschaer Straße 26 (neben) (Karte)                 | Bezeichnet mit 1895; nach 1918 | Ortsgeschichtlich von Bedeutung                                                                                              | 08961041 |
| Direkt Bild zu diesem Denkmal hochladen | Wohnstallhaus, zwei Seitengebäude und zwei Torbögen eines Bauernhofes                   | Tauschaer Straße 45 (ehemals Dorfstraße 87) (Karte) | Um 1800 (südliches Seitengebäude); 1. Hälfte 19. Jahrhundert (nördliches Seitengebäude); um 1860 (Wohnstallhaus); bezeichnet mit 1866 (Toreinfahrt) | Gute Originalsubstanz, elementarer Bestandteil der Ortsstruktur, bau- und heimatgeschichtlich von Bedeutung                  | 08961043 |
| Direkt Bild zu diesem Denkmal hochladen | Seitengebäude (mit Oberlaube) eines Vierseithofes                                       | Tauschaer Straße 50 (ehemals Dorfstraße 27) (Karte) | Um 1790 | Fachwerkbau mit Seltenheitswert, guter Erhaltungszustand, baugeschichtlich und ortsbildprägend von Bedeutung                 | 08961044 |
| Direkt Bild zu diesem Denkmal hochladen | Häuslerhaus                                                                             | Tauschaer Straße 82 (ehem. Dorfstr. 19) (Karte)     | Kern 18. Jahrhundert | Obergeschoss Fachwerk, baugeschichtlich und ortsbildprägend von Bedeutung                                                    | 08961042 |
| Direkt Bild zu diesem Denkmal hochladen | Wohnstallhaus, Seitengebäude (mit Durchfahrt) und Scheune eines Vierseithofes           | Tauschaer Straße 90 (ehemals Dorfstraße 12) (Karte) | Um 1800 (Wohnstallhaus); bezeichnet mit 1802 (Seitengebäude); 2. Hälfte 19. Jahrhundert (Scheune)                                                   | Wohnstallhaus und Seitengebäude in regionaltypischer Fachwerkbauweise, bau- und wirtschaftsgeschichtlich von Bedeutung       | 08961045 |
| Direkt Bild zu diesem Denkmal hochladen | Wohnstallhaus, zwei Seitengebäude und Scheune eines Vierseithofes                       | Tauschaer Straße 124 (ehemals Dorfstraße 9) (Karte) | 2. Hälfte 17. Jahrhundert (Wohnstallhaus); 18. Jahrhundert (Scheune); um 1800 (Seitengebäude)                                                       | Kleiner Bauernhof mit Fachwerk-Wohnstallhaus mit Andreaskreuzen, Seltenheitswert, bau- und heimatgeschichtlich von Bedeutung | 08961046 |
| Direkt Bild zu diesem Denkmal hochladen | Südliches Seitengebäude (mit Oberlaube) eines ehemaligen Vierseithofes                  | Tauschaer Straße 128 (ehemals Dorfstraße 8) (Karte) | Bezeichnet mit 1776 | Seltene Konstruktionsart, bau- und heimatgeschichtlich von Bedeutung                                                         | 08961047 |
| Direkt Bild zu diesem Denkmal hochladen | Nordwestliches Wohnstallhaus eines Vierseithofes                                        | Zur Lochmühle 24 (ehemals Dorfstraße 69) (Karte)    | Anfang 19. Jahrhundert | Heimatgeschichtlicher Wert, wichtiger Bestandteil der alten Dorfbebauung, baugeschichtlich von Bedeutung                     | 08961038 |

## Thierbach
| Bild                                    | Bezeichnung | Lage                              | Datierung                                   | Beschreibung | ID       |
| --------------------------------------- | --- | --------------------------------- | ------------------------------------------- | --- | -------- |
| Direkt Bild zu diesem Denkmal hochladen | Eisenbahnbrücke (Einzeldenkmal der Sachgesamtheit 09306181) | (Flurstücke 147/3, 149) (Karte)   | 1875                                        | Einzeldenkmal der Sachgesamtheit Muldentalbahn; parallelgurtige Stahlbalkenbrücke der Bahnstrecke Glauchau–Wurzen (Muldentalbahn), km 15,7 bis 15,8, als Vollwandträgerbrücke in Nietkonstruktion ausgeführt, auf zwei Stützpfeilern die Zwickauer Mulde überspannend, exponierte Lage, technik- und verkehrsgeschichtlich von Bedeutung | 09306117 |
| Direkt Bild zu diesem Denkmal hochladen | Wohnstallhaus, Scheune und Schuppen eines Bauernhofes | Markersdorfer Straße 14 (Karte)   | Um 1720                                     | Fachwerk-Wohnstallhaus, Teil der älteren Ortsbebauung, bau- und heimatgeschichtlich von Bedeutung | 08960941 |
|                                         | Sachgesamtheitsbestandteil der Sachgesamtheit Muldentalbahn (09306181), Teilabschnitt Penig, Ortsteil Thierbach mit dem Einzeldenkmal: Haltepunkt Thierbach-Zinnberg mit Haltesignal (Peniger Straße, neben Hausnummer 45, 09306119) | Peniger Straße (Karte)            | 1875                                        | Sachgesamtheit mit allen Bahnanlagen, darunter Gleisanlagen mit Unter- und Oberbau, Streckenkilometrierung, Fernmelde- und Signalanlagen, Bahnstationen einschließlich aller Funktionsbauten, Wärterhäuschen, Brücken und Durchlässen in den Gemeinden Glauchau (Ortsteile Glauchau, Kleinbernsdorf, Reinholdshain, Niederlungwitz), Limbach-Oberfrohna (Ortsteile Wolkenburg-Kaufungen, Herrndorf, Uhlsdorf), Remse (Ortsteil Remse), Waldenburg (Ortsteile Niederwinkel, Oberwinkel, Waldenburg), Lunzenau (Ortsteile Lunzenau, Berthelsdorf, Cossen, Rochsburg, Göritzhain), Penig (Ortsteile Markersdorf, Penig, Amerika, Arnsdorf, Thierbach, Zinnberg), Rochlitz (Ortsteile Penna, Rochlitz, Zaßnitz), Seelitz (Ortsteile Fischheim, Seelitz, Biesern, Steudten), Colditz (Ortsteile Colditz, Lastau, Möseln, Sermuth, Zschetzsch), Grimma (Ortsteil Großbothen), für die Industrieentwicklung des Muldentals wichtige und landschaftsbildende prägende Normalspurbahn, wirtschaftsgeschichtlich, eisenbahngeschichtlich, landschaftsgestaltend sowie regionalgeschichtlich von Bedeutung | 09306204 |
|                                         | Denkmal für die Gefallenen des Ersten Weltkrieges | Peniger Straße 44 (neben) (Karte) | Nach 1918                                   | Ortsgeschichtlich von Bedeutung | 08960932 |
| Weitere Bilder                          | Wartehalle am Haltepunkt, mit Haltesignal (Einzeldenkmal der Sachgesamtheit 09306181) | Peniger Straße 45 (neben) (Karte) | Um 1910                                     | Einzeldenkmal der Sachgesamtheit Muldentalbahn; Bahnwärterhaus, Bahnkilometer 16,51, eisenbahn- und technikgeschichtlich von Bedeutung | 09306119 |
| Weitere Bilder                          | Mühle und Turbinenhaus | Peniger Straße 46, 48 (Karte)     | 1860–1870 (Mühle); 1881–1882 (Turbinenhaus) | Mächtiger Baukörper am Ufer der Zwickauer Mulde, bau-, orts- und technikgeschichtlich von Bedeutung | 08960933 |

## Wernsdorf
| Bild                                    | Bezeichnung                                                               | Lage                           | Datierung                                                                                     | Beschreibung | ID       |
| --------------------------------------- | ------------------------------------------------------------------------- | ------------------------------ | --------------------------------------------------------------------------------------------- | --- | -------- |
|                                         | Gedenkstein für die Opfer des KZ-Außenlagers Penig                        | (Flurstück 230) (Karte)        | Nach 1945                                                                                     | Begräbnisort (?), geschichtlich von Bedeutung | 08955420 |
| Direkt Bild zu diesem Denkmal hochladen | Wohnstallhaus                                                             | Wernsdorfer Straße 1 (Karte)   | 1. Hälfte 18. Jahrhundert                                                                     | Weitgehend original erhaltener Fachwerkbau mit bau- und hausgeschichtlicher Bedeutung                                                                            | 08955414 |
| Direkt Bild zu diesem Denkmal hochladen | Seitengebäude (mit Durchfahrt) eines Vierseithofes                        | Wernsdorfer Straße 3 (Karte)   | Um 1750                                                                                       | Mit vorkragendem Fachwerk-Obergeschoss, bau- und heimatgeschichtlich von Bedeutung                                                                               | 08955415 |
| Direkt Bild zu diesem Denkmal hochladen | Westliches Seitengebäude und nördliche Scheune eines Vierseithofes        | Wernsdorfer Straße 7 (Karte)   | 1. Hälfte 19. Jahrhundert (Seitengebäude); bezeichnet mit 1836 (Scheune)                      | Beide Gebäude in regionaltypischer Fachwerkbauweise, bau- und heimatgeschichtlich von Bedeutung                                                                  | 08955416 |
| Direkt Bild zu diesem Denkmal hochladen | Häuslerhaus                                                               | Wernsdorfer Straße 9 (Karte)   | 18. Jahrhundert                                                                               | Kleiner Fachwerkbau, bau- und heimatgeschichtlich von Bedeutung                                                                                                  | 08955417 |
| Direkt Bild zu diesem Denkmal hochladen | Nördliches Seitengebäude und westliche Scheune eines Vierseithofes        | Wernsdorfer Straße 15 (Karte)  | 2. Hälfte 19. Jahrhundert (nordöstliches Seitengebäude); 1911 (nordwestliches Seitengebäude)  | Seitengebäude in Fachwerkbauweise, baugeschichtlich von Bedeutung, entscheidend ortsbildprägend                                                                  | 08955574 |
| Direkt Bild zu diesem Denkmal hochladen | Wohnstallhaus (alte Schmiede)                                             | Wernsdorfer Straße 18 (Karte)  | Um 1800                                                                                       | Fachwerkgebäude an entscheidend straßenbildprägender Stelle, bau- und ortsgeschichtlich von Bedeutung                                                            | 08955418 |
| Direkt Bild zu diesem Denkmal hochladen | Scheune eines Bauernhofes                                                 | Wernsdorfer Straße 21 (Karte)  | Anfang 19. Jahrhundert                                                                        | Ortsbildprägende Fachwerkscheune am Ortseingang, heimatgeschichtlich von Bedeutung                                                                               | 08955419 |
| Direkt Bild zu diesem Denkmal hochladen | Zwei Seitengebäude (eines mit Durchfahrt) und Scheune eines Vierseithofes | Wernsdorfer Straße 30a (Karte) | Bezeichnet mit 1755 (südliches Seitengebäude); um 1755 (nördliches Seitengebäude und Scheune) | Gutes Beispiel für seltene Holzbauweise, bau- und wirtschaftsgeschichtlich von Bedeutung                                                                         | 08955411 |
| Direkt Bild zu diesem Denkmal hochladen | Wohnstallhaus, Seitengebäude und Scheune eines Vierseithofes              | Wernsdorfer Straße 32 (Karte)  | Türsturz bezeichnet mit 1880                                                                  | Stattliche Hofanlage mit massivem Wohnstallhaus mit aufwendiger Giebelzier, alle Gebäude mit Porphyrgewänden, baugeschichtlich und ortsbildprägend von Bedeutung | 08955412 |
| Direkt Bild zu diesem Denkmal hochladen | Westliches Seitengebäude eines Vierseithofes                              | Wernsdorfer Straße 36 (Karte)  | 1. Hälfte 18. Jahrhundert                                                                     | Imposanter Bau mit vorkragendem Fachwerkobergeschoss, bau- und heimatgeschichtlich von Bedeutung                                                                 | 08955413 |

## Zinnberg
| Bild                                    | Bezeichnung | Lage                            | Datierung | Beschreibung | ID       |
| --------------------------------------- | --- | ------------------------------- | --- | --- | -------- |
| Weitere Bilder                          | Eisenbahnbrücke (Einzeldenkmal der Sachgesamtheit 09306181) | (Flurstücke 147/3, 149) (Karte) | 1875 | Einzeldenkmal der Sachgesamtheit Muldentalbahn; parallelgurtige Stahlbalkenbrücke der Eisenbahnstrecke Glauchau–Penig (Muldentalbahn), km 15,7 bis 15,8, als Vollwandträgerbrücke in Nietkonstruktion ausgeführt, auf zwei Stützpfeilern die Zwickauer Mulde überspannend, exponierte Lage, technik- und verkehrsgeschichtlich von Bedeutung | 09306117 |
| Direkt Bild zu diesem Denkmal hochladen | Sachgesamtheitsbestandteil der Sachgesamtheit Muldentalbahn (09306181), Teilabschnitt Penig, Ortsteil Zinnberg mit dem Einzeldenkmal: Eisenbahnbrücke (09306117) | (Flurstücke 149, 147/3) (Karte) | 1875 | Sachgesamtheit mit allen Bahnanlagen, darunter Gleisanlagen mit Unter- und Oberbau, Streckenkilometrierung, Fernmelde- und Signalanlagen, Bahnstationen einschließlich aller Funktionsbauten, Wärterhäuschen, Brücken und Durchlässen in den Gemeinden Glauchau (Ortsteile Glauchau, Kleinbernsdorf, Reinholdshain, Niederlungwitz), Limbach-Oberfrohna (Ortsteile Wolkenburg-Kaufungen, Herrndorf, Uhlsdorf), Remse (Ortsteil Remse), Waldenburg (Ortsteile Niederwinkel, Oberwinkel, Waldenburg), Lunzenau (Ortsteile Lunzenau, Berthelsdorf, Cossen, Rochsburg, Göritzhain), Penig (Ortsteile Markersdorf, Penig, Amerika, Arnsdorf, Thierbach, Zinnberg), Rochlitz (Ortsteile Penna, Rochlitz, Zaßnitz), Seelitz (Ortsteile Fischheim, Seelitz, Biesern, Steudten), Colditz (Ortsteile Colditz, Lastau, Möseln, Sermuth, Zschetzsch), Grimma (Ortsteil Großbothen), für die Industrieentwicklung des Muldentals wichtige und landschaftsbildende prägende Normalspurbahn, wirtschaftsgeschichtlich, eisenbahngeschichtlich, landschaftsgestaltend sowie regionalgeschichtlich von Bedeutung | 09306205 |
| Direkt Bild zu diesem Denkmal hochladen | Häuslerhaus | Dorfstraße 9 (Karte)            | 1. Hälfte 19. Jahrhundert                                                                                          | Obergeschoss Fachwerk, baugeschichtlich und straßenbildprägend von Bedeutung | 08960937 |
| Weitere Bilder                          | Burgruine Zinnberg (Sachgesamtheit) | Dorfstraße 15 (hinter) (Karte)  | Erste Nennung 1280                                                                                                 | Sachgesamtheit Burgruine Zinnberg mit folgenden Einzeldenkmalen: Burgruine mit aufgehenden Mauerwerksresten des ehemaligen Bergfrieds (siehe 08960939) sowie Burgberg (Sachgesamtheitsteil); von ortshistorischer Bedeutung | 09300358 |
| Weitere Bilder                          | Burgruine mit aufgehenden Mauerwerksresten des ehemaligen Bergfrieds (Einzeldenkmale der Sachgesamtheit 09300358)                                                | Dorfstraße 15 (hinter) (Karte)  | Erste Nennung 1280                                                                                                 | Einzeldenkmale der Sachgesamtheit Burgruine Zinnberg; von ortshistorischer Bedeutung | 08960939 |
| Direkt Bild zu diesem Denkmal hochladen | Wohnstallhaus, nördliches Seitengebäude mit Kumthalle und südliches Seitengebäude eines Vierseithofes                                                            | Dorfstraße 24 (Karte)           | Bezeichnet mit 1829 (Wohnstallhaus); bezeichnet mit 1871 (Seitengebäude); 2. Hälfte 19. Jahrhundert (Stallscheune) | Alle Gebäude in Fachwerkbauweise, exponierte Lage, bau- und heimatgeschichtlich von Bedeutung | 08960935 |
| Direkt Bild zu diesem Denkmal hochladen | Wohnhaus | Dorfstraße 26 (Karte)           | Bezeichnet mit 1842                                                                                                | Eines der wenigen Beispiele für die Holzbauweise im Ort, baugeschichtlich von Bedeutung, entscheidend straßenbildprägend | 08960934 |
| Direkt Bild zu diesem Denkmal hochladen | Wohnstallhaus | Dorfstraße 32 (Karte)           | Anfang 19. Jahrhundert                                                                                             | Fachwerk-Bauernhaus, bildprägend durch die erhöhte Lage, gut erhaltene Substanz, bau- und heimatgeschichtlich von Bedeutung | 08960936 |

## Ehemalige Kulturdenkmale

### Ehemalige Kulturdenkmale (Penig)
| Bild                                    | Bezeichnung                                       | Lage                              | Datierung                 | Beschreibung                                                                                       | ID       |
| --------------------------------------- | ------------------------------------------------- | --------------------------------- | ------------------------- | -------------------------------------------------------------------------------------------------- | -------- |
| Direkt Bild zu diesem Denkmal hochladen | Halbmeilenstein                                   | B 175                             |                           | Halbmeilenstein und Kriegerdenkmal für die Gefallenen des Ersten Weltkrieges                       | 09235047 |
|                                         | Wohnhaus                                          | Brückenstraße 18 (Karte)          | Um 1870                   | Wohnhaus, ehemaliges Kaufhaus (?)                                                                  | 09235099 |
| Direkt Bild zu diesem Denkmal hochladen | Fabrikkomplex, ehemals Firma Harzer               | Chemnitzer Straße 98 (Karte)      | 1928/1929                 | 2010 abgerissen                                                                                    | 09235357 |
|                                         | Schulhausbau                                      | Dittmannsdorfer Straße 79 (Karte) | Um 1890                   | Zweigeschossiger Schulhausbau, dominierend im Ortsbild                                             | 08961088 |
| Direkt Bild zu diesem Denkmal hochladen | Stallscheune                                      | Dittmannsdorfer Straße 82 (Karte) | 2. Hälfte 19. Jahrhundert | Große Stallscheune eines Dreiseithofes, komplettiert den Bauernhof                                 | 08961090 |
| Direkt Bild zu diesem Denkmal hochladen | Wohnhaus in geschlossener Bebauung                | Flinschstraße 18 (Karte)          | Um 1800                   | Vor 2009 abgerissen                                                                                | 09235114 |
| Weitere Bilder                          | Wohnhaus                                          | Flinschstraße 22 (Karte)          | Um 1880                   | Wohnhaus in geschlossener Bebauung                                                                 | 09235115 |
| Direkt Bild zu diesem Denkmal hochladen | Wohnhaus                                          | Friedensstraße 9 (Karte)          | Um 1790                   | Wohnhaus in geschlossener Bebauung                                                                 | 09235052 |
| Direkt Bild zu diesem Denkmal hochladen | Wohnhaus                                          | Leipziger Straße 12 (Karte)       | Um 1800                   | Wohnhaus in geschlossener Bebauung, ursprünglich mit Laden (leerstehend, in schlechtem Bauzustand) | 09235158 |
|                                         | Wohnhaus                                          | Lutherplatz 7 (Karte)             | Bezeichnet mit 1713       | Wohnhaus in geschlossener Bebauung mit Laden                                                       | 09235002 |
| Direkt Bild zu diesem Denkmal hochladen | Wohnhaus                                          | Mandelgasse 1 (Karte)             | 1761                      | Wohnhaus in geschlossener Bebauung                                                                 | 09235060 |
| Direkt Bild zu diesem Denkmal hochladen | Wohnhaus                                          | Mandelgasse 8 (Karte)             | Um 1760                   | Wohnhaus in Ecklage mit Laden in geschlossener Bebauung, leeres Baugrundstück (2019)               | 09235059 |
|                                         | Wohnhaus                                          | Mandelgasse 18 (Karte)            | 18. Jahrhundert           | Wohnhaus in geschlossener Bebauung                                                                 | 09235063 |
| Direkt Bild zu diesem Denkmal hochladen | Wohnhaus                                          | Mandelgasse 20 (Karte)            | 1806                      | Wohnhaus in geschlossener Bebauung                                                                 | 09235064 |
| Direkt Bild zu diesem Denkmal hochladen | Wohnhaus                                          | Mandelgasse 22 (Karte)            | Um 1800                   | Wohnhaus in geschlossener Bebauung                                                                 | 09235065 |
| Direkt Bild zu diesem Denkmal hochladen | Verwaltungsgebäude                                | Mandelgasse 24 (Karte)            | 2. Hälfte 18. Jahrhundert | Fabrikations- und Verwaltungsgebäude, ehemalige Mangel, später Textildruckfirma                    | 09235066 |
| Direkt Bild zu diesem Denkmal hochladen | Wohnhaus                                          | Markt 8 (Karte)                   | Um 1800                   | Wohnhaus in geschlossener Bebauung                                                                 | 09235090 |
| Direkt Bild zu diesem Denkmal hochladen | Wohnhaus                                          | Markt 10 (Karte)                  | Um 1700                   | Wohnhaus in geschlossener Bebauung mit Laden                                                       | 09235091 |
| Direkt Bild zu diesem Denkmal hochladen | Wohnhaus                                          | Marktgasse 1 (Karte)              | 18. Jahrhundert           | Wohnhaus in geschlossener Bebauung                                                                 | 09235087 |
| Direkt Bild zu diesem Denkmal hochladen | Wohnhaus                                          | Mühlgraben 5 (Karte)              | Bezeichnet mit 1712       | Wohnhaus in geschlossener Bebauung                                                                 | 09235042 |
| Direkt Bild zu diesem Denkmal hochladen |                                                   | Mühlgraben 10 (Karte)             | Um 1800                   | Abgerissen im August 2016                                                                          |          |
|                                         | Wohnhaus in geschlossener Bebauung                | Neugasse 8 (Karte)                | Um 1800                   | Zwischen 2010 und 2016 abgerissen                                                                  | 09235126 |
|                                         | Wohnhaus in geschlossener Bebauung                | Obergasse 8 (Karte)               | Bezeichnet mit 1733       | Einfacher, leicht veränderter barocker Putzbau                                                     | 09236513 |
| Direkt Bild zu diesem Denkmal hochladen | Wohnhaus in geschlossener Bebauung                | Obergasse 15 (Karte)              | Um 1750                   | Stand 2011: Gebäude abgerissen                                                                     | 09235005 |
| Direkt Bild zu diesem Denkmal hochladen | Mietshaus in geschlossener Bebauung in Ecklage    | Poststraße 1 (Karte)              | Um 1890                   | Stand 2011: Gebäude abgerissen, Privatparkplatz auf der Fläche                                     | 09235129 |
|                                         | Wohnhaus in geschlossener Bebauung mit Hinterhaus | Schloßstraße 10 (Karte)           | Um 1800                   | Barocker Putzbau, überformt mit städtebaulichem Wert                                               | 09236514 |
|                                         | Wohnhaus                                          | Schloßstraße 12 (Karte)           | Um 1800                   | Wohnhaus in geschlossener Bebauung                                                                 | 09235073 |
| Direkt Bild zu diesem Denkmal hochladen | Wohnhaus                                          | Schulgasse 2 (Karte)              | Bezeichnet mit 1839       | Wohnhaus in geschlossener Bebauung                                                                 | 09235010 |
| Direkt Bild zu diesem Denkmal hochladen | Wohnhaus                                          | Schulgasse 13 (Karte)             | Um 1750                   | Wohnhaus in geschlossener Bebauung                                                                 | 09235013 |
|                                         | Wohnhaus                                          | Stufenberg 16 (Karte)             | Um 1800                   | Wohnhaus in geschlossener Bebauung                                                                 | 09235163 |
| Direkt Bild zu diesem Denkmal hochladen | Wohnhaus                                          | Thierbacher Straße 1 (Karte)      | 1. Hälfte 19. Jahrhundert | Wohnhaus mit Laden in Ecklage                                                                      | 09235146 |
|                                         | Wohnhaus                                          | Wiesenstraße 3 (Karte)            | 1877                      | Wohnhaus in geschlossener Bebauung                                                                 | 09235155 |

### Ehemalige Kulturdenkmale (Amerika)
| Bild                                    | Bezeichnung                                         | Lage                             | Datierung                           | Beschreibung | ID       |
| --------------------------------------- | --------------------------------------------------- | -------------------------------- | ----------------------------------- | --- | -------- |
| Direkt Bild zu diesem Denkmal hochladen | Zweibogige Eisenbahnbrücke über die Zwickauer Mulde |                                  | Anfang 20. Jahrhundert              | | 08961079 |
| Direkt Bild zu diesem Denkmal hochladen | Badehaus, Sanitätsstelle                            |                                  | Bezeichnet mit 1896–1897 (Tafel)    | Sanitäts- und Badehaus, Versorgungs- und Hygieneeinrichtung                                                                                   | 08961077 |
| Direkt Bild zu diesem Denkmal hochladen | Spinnereigebäude                                    |                                  | Keller 1870, Hallenaufbau 1934/1935 | Maschinenhalle mit Sheddach, Sinnbild des Maschinenzeitalters und der Intensivierung der Produktion                                           | 08961076 |
| Direkt Bild zu diesem Denkmal hochladen | Küche                                               |                                  | Um 1890                             | Küchengebäude | 08961074 |
| Direkt Bild zu diesem Denkmal hochladen | Produktionsgebäude                                  |                                  | 1865                                | Mächtiges, schlichtes Produktionsgebäude, Teil der jüngeren Fabrikanlage                                                                      | 08961073 |
| Direkt Bild zu diesem Denkmal hochladen | Kesselhaus                                          |                                  | 1870/1880                           | Flaches, eingeschossiges Kesselhaus und 42 m hoher Schornstein, Bestandteil der Kolonie, Sinnbild für das anbrechende Dampfmaschinenzeitalter | 08961072 |
| Direkt Bild zu diesem Denkmal hochladen | Direktorenvilla                                     |                                  | 1890                                | Stattliches villenartiges Gebäude in Hanglage                                                                                                 | 08961068 |
|                                         | Mietshausblock                                      | Muldenstraße 7, 8, 9, 10 (Karte) | Anfang 20. Jahrhundert              | Mächtiger, langer Mietshausblock für die Arbeiter der Industriekolonie Amerika                                                                | 08961081 |

### Ehemalige Kulturdenkmale (Arnsdorf)
| Bild                                    | Bezeichnung                                                  | Lage                   | Datierung                 | Beschreibung | ID       |
| --------------------------------------- | ------------------------------------------------------------ | ---------------------- | ------------------------- | --- | -------- |
| Direkt Bild zu diesem Denkmal hochladen | Fachwerk-Nebengebäude eines Vierseithofes (Elektro Lautrich) | Am Berg 2 (Karte)      | 2. Hälfte 18. Jahrhundert | Ortsbildprägender Baukörper oberhalb der Dorfstraße                                                                               | 08961084 |
| Direkt Bild zu diesem Denkmal hochladen | Fachwerk-Wohnstallhaus                                       | Am Dorfbach 18 (Karte) | Ende 18. Jahrhundert      | Fachwerk-Wohnstallhaus eines kleinen Dreiseithofes, weitgehend original erhaltene Bausubstanz, Bestandteil der alten Dorfbebauung | 08961062 |
| Direkt Bild zu diesem Denkmal hochladen | Fachwerk-Häuslerei                                           | Am Dorfbach 24 (Karte) | Anfang 19. Jahrhundert    | Fachwerk-Häuslerei in der Aue, elementar für das Ortsbild                                                                         | 08961086 |
|                                         | Fachwerk-Häuslerei                                           | Am Dorfbach 28 (Karte) | Anfang 19. Jahrhundert    | Fachwerk-Häuslerei in der Aue, mit Bauerngarten und Lattenzaun, elementarer Bestandteil der Auenbebauung                          | 08961085 |
| Direkt Bild zu diesem Denkmal hochladen | Fachwerk-Nebengebäude                                        | Am Dorfbach 34 (Karte) | 2. Hälfte 19. Jahrhundert | Fachwerk-Nebengebäude eines Dreiseithofes, für das Ortsbild wichtiger Baukörper eines großen Mehrseithofes                        | 08961060 |
| Direkt Bild zu diesem Denkmal hochladen | Fachwerk-Häuslerhaus                                         | Am Dorfbach 40 (Karte) | Anfang 19. Jahrhundert    | Fachwerk-Nebengebäude eines Dreiseithofes, für das Ortsbild wichtiger Baukörper eines großen Mehrseithofes                        | 08961054 |

### Ehemalige Kulturdenkmale (Chursdorf)
| Bild                                    | Bezeichnung            | Lage                  | Datierung                                                            | Beschreibung                                                                                                  | ID       |
| --------------------------------------- | ---------------------- | --------------------- | -------------------------------------------------------------------- | --- | -------- |
| Direkt Bild zu diesem Denkmal hochladen | Fachwerk-Nebengebäude  | Dorfstraße 58 (Karte) | Um 1800, Mitte 19. Jahrhundert                                       | Fachwerk-Nebengebäude eines Bauernhofes (Stallscheune), gutes Beispiel der Holzbauweise                       | 08963739 |
| Direkt Bild zu diesem Denkmal hochladen | Fachwerk-Wohnstallhaus | Dorfstraße 72 (Karte) | 18. Jahrhundert, Giebel bezeichnet mit 1922, Scheune 19. Jahrhundert | Fachwerk-Wohnstallhaus und Scheune eines Vierseithofes, ortsbildprägend durch erhöhte Lage, alte Konstruktion | 08964428 |

### Ehemalige Kulturdenkmale (Langenleuba-Oberhain)
| Bild                                    | Bezeichnung            | Lage                         | Datierung                                            | Beschreibung | ID       |
| --------------------------------------- | ---------------------- | ---------------------------- | ---------------------------------------------------- | --- | -------- |
| Direkt Bild zu diesem Denkmal hochladen | Fachwerk-Häuslerhaus   | An der Leuba 18 (Karte)      | 1. Hälfte 19. Jahrhundert                            | Fachwerk-Häuslerhaus mit schönem Sichtfachwerk, heimatgeschichtliche Bedeutung | 08955426 |
| Direkt Bild zu diesem Denkmal hochladen | Fachwerkwohnhaus       | An der Leuba 34 (Karte)      | Um 1800                                              | Fachwerkwohnhaus, in der Aue des Erlsbach straßenbildprägend gelegen | 08955428 |
| Direkt Bild zu diesem Denkmal hochladen | Wohnstallhaus          | An der Leuba 62 (Karte)      | Ende 19. Jahrhundert                                 | Straßenbildprägendes Wohnstallhaus | 08955433 |
| Direkt Bild zu diesem Denkmal hochladen | Wohnhaus               | Buttermilchwinkel 8 (Karte)  | Mitte 19. Jahrhundert                                | Nahezu original erhaltener regionaltypischer Wohnbau mit vollständig erhaltener Baugliederung, reizvoller Wechsel zwischen dem hellen Putz und den roten Porphyrtuffgewänden, baugeschichtlich von Bedeutung. Zwischen 2017 und 2023 von der Denkmalliste gestrichen. | 08955569 |
| Direkt Bild zu diesem Denkmal hochladen | Häuslerhaus            | Buttermilchwinkel 15 (Karte) | 1. Hälfte 19. Jahrhundert                            | Regional- und zeittypisches Fachwerkhaus mit verputztem Obergeschoss, baugeschichtlich und straßenbildprägend von Bedeutung. Zwischen 2017 und 2023 von der Denkmalliste gestrichen.                                                                                  | 08955568 |
| Direkt Bild zu diesem Denkmal hochladen | Durchfahrtsscheune     | Buttermilchwinkel 19 (Karte) | 18. Jahrhundert                                      | Durchfahrtsscheune eines Vierseithofes, wissenschaftlich-dokumentarischer Wert | 08955445 |
| Direkt Bild zu diesem Denkmal hochladen | Fachwerk-Wohnstallhaus | Oberhainer Straße 72 (Karte) | Ende 17. Jahrhundert; bezeichnet mit 1828 (Türstock) | Fachwerk-Wohnstallhaus mit geschweiften Andreaskreuzen, Seltenheitswert, stark ortsbildprägend | 08955457 |

### Ehemalige Kulturdenkmale (Markersdorf)
| Bild                                    | Bezeichnung   | Lage                         | Datierung                             | Beschreibung                                                                                                 | ID       |
| --------------------------------------- | ------------- | ---------------------------- | ------------------------------------- | --- | -------- |
| Direkt Bild zu diesem Denkmal hochladen | Häuslerhaus   | Obere Dorfstraße 13 (Karte)  | Um 1800 und 1. Hälfte 19. Jahrhundert | Kleines Häuslerhaus, elementarer Bestandteil der Aue, heimatgeschichtlicher Wert                             | 08960928 |
| Direkt Bild zu diesem Denkmal hochladen | Scheune       | Untere Dorfstraße 8 (Karte)  | Bezeichnet mit 1859                   | Stattliche Scheune eines Dreiseithofes, komplettierender Teil der aus Mehrseithöfen bestehenden Ortsstruktur | 08960940 |
| Direkt Bild zu diesem Denkmal hochladen | Wohnstallhaus | Untere Dorfstraße 18 (Karte) | 18. Jahrhundert                       | Kleines Häuslerhaus in der Aue, wichtiger Bestandteil der Ortsstruktur, alte Bausubstanz                     | 08960931 |

### Ehemaliges Kulturdenkmal (Niedersteinbach)
| Bild           | Bezeichnung | Lage                           | Datierung    | Beschreibung | ID       |
| -------------- | ----------- | ------------------------------ | ------------ | --- | -------- |
| Weitere Bilder | Schule      | Karl-von-Hase-Straße 6 (Karte) | 1890er Jahre | Zeittypischer Putzbau mit schlichter Fassadengliederung, ortsgeschichtlich von Bedeutung. Ab Ende Mai 2020 abgerissen. | 08955571 |

### Ehemalige Kulturdenkmale (Obergräfenhain)
| Bild                                    | Bezeichnung   | Lage                               | Datierung                           | Beschreibung                                                                                             | ID       |
| --------------------------------------- | ------------- | ---------------------------------- | ----------------------------------- | --- | -------- |
| Direkt Bild zu diesem Denkmal hochladen | Wohnstallhaus | Obergräfenhainer Straße 37 (Karte) | Anfang 19. Jahrhundert              | Fachwerk-Wohnstallhaus auf Hakengrundriss, wissenschaftlich-dokumentarischer Wert                        | 08955488 |
| Direkt Bild zu diesem Denkmal hochladen | Vierseithof   | Obergräfenhainer Straße 54 (Karte) | Bezeichnet mit1857, Torbogen ebenso | Stattliches Wohnstallhaus und Torbogen eines Vierseithofes, weitgehend unverändert erhaltene Bausubstanz | 08955478 |
| Direkt Bild zu diesem Denkmal hochladen | Stallscheune  | Obergräfenhainer Straße 92 (Karte) | Um 1843                             | Stallscheune eines Vierseithofes, heimatgeschichtlicher Wert                                             | 08955485 |

### Ehemaliges Kulturdenkmal (Tauscha)
| Bild                                    | Bezeichnung                                                | Lage                                        | Datierung | Beschreibung | ID       |
| --------------------------------------- | ---------------------------------------------------------- | ------------------------------------------- | --- | --- | -------- |
| Direkt Bild zu diesem Denkmal hochladen | Wohnstallhaus, Torbogen und Seitengebäude eines Hakenhofes | Hofstraße 9 (ehemals Dorfstraße 39) (Karte) | 1733 Dendro (Seitengebäude); Kern Ende 18. Jahrhundert (Wohnstallhaus); bezeichnet mit 1827 (Wohnstallhaus); bezeichnet mit 1865 (Toreinfahrt) | Sehr gutes Beispiel der Holzbauweise, Seltenheitswert, bau- und heimatgeschichtlich von Bedeutung. Seitengebäude zwischen 2010 und 2016 abgerissen. Hakenhof zwischen 2017 und 2023 von der Denkmalliste gestrichen. | 08961040 |

### Ehemaliges Kulturdenkmal (Zinnberg)
| Bild                                    | Bezeichnung       | Lage                 | Datierung              | Beschreibung                                                           | ID       |
| --------------------------------------- | ----------------- | -------------------- | ---------------------- | ---------------------------------------------------------------------- | -------- |
| Direkt Bild zu diesem Denkmal hochladen | Fachwerk-Wohnhaus | Dorfstraße 5 (Karte) | Anfang 19. Jahrhundert | Fachwerk-Wohnhaus (Tagelöhnerhaus), Bestandteil der alten Dorfbebauung | 08960938 |

## Tabellenlegende
- Bild: Bild des Kulturdenkmals, ggf. zusätzlich mit einem Link zu weiteren Fotos des Kulturdenkmals im Medienarchiv Wikimedia Commons. Wenn man auf das Kamerasymbol klickt, können Fotos zu Kulturdenkmalen aus dieser Liste hochgeladen werden:
- Bezeichnung: Denkmalgeschützte Objekte und ggf. Bauwerksname des Kulturdenkmals
- Lage: Straßenname und Hausnummer oder Flurstücknummer des Kulturdenkmals. Die Grundsortierung der Liste erfolgt nach dieser Adresse. Der Link (Karte) führt zu verschiedenen Kartendiensten mit der Position des Kulturdenkmals. Fehlt dieser Link, wurden die Koordinaten noch nicht eingetragen. Sind diese bekannt, können sie über ein Tool mit einer Kartenansicht einfach nachgetragen werden. In dieser Kartenansicht sind Kulturdenkmale ohne Koordinaten mit einem roten bzw. orangen Marker dargestellt und können durch Verschieben auf die richtige Position in der Karte mit Koordinaten versehen werden. Kulturdenkmale ohne Bild sind an einem blauen bzw. roten Marker erkennbar.
- Datierung: Baubeginn, Fertigstellung, Datum der Erstnennung oder grobe zeitliche Einordnung entsprechend des Eintrags in der sächsischen Denkmaldatenbank
- Beschreibung: Kurzcharakteristik des Kulturdenkmals entsprechend des Eintrags in der sächsischen Denkmaldatenbank, ggf. ergänzt durch die dort nur selten veröffentlichten Erfassungstexte oder zusätzliche Informationen
- ID: Vom Landesamt für Denkmalpflege Sachsen vergebene, das Kulturdenkmal eindeutig identifizierende Objekt-Nummer. Der Link führt zum PDF-Denkmaldokument des Landesamtes für Denkmalpflege Sachsen. Bei ehemaligen Kulturdenkmalen können die Objektnummern unbekannt sein und deshalb fehlen bzw. die Links von aus der Datenbank entfernten Objektnummern ins Leere führen. Ein ggf. vorhandenes Icon  führt zu den Angaben des Kulturdenkmals bei Wikidata.

## Ausführlicher Denkmaltext
1. ↑  Patentpapierfabrik Penig:
  - 1. Produktionsgebäude: um 1897, ehemalige Satinage und Sortierung, dreigeschossiger, lang gestreckter gelber Klinkerbau in historistischen Formen, 28 Achsen, vertikale Gliederung durch hohe Segmentbogenfenster im Erdgeschoss, in den beiden Obergeschossen jeweils zwei Achsen durch Lisenengliederung zusammengefasst, die beiden Mittelachsen und die Außenachsen durch leichten Vorsprung betont, dazu ursprünglich Giebelabschlüsse, die Fensterhöhe mit den Geschossen abnehmend, horizontale Gliederung durch Sohlbankgesims zwischen Erd- und erstem Obergeschoss, kräftiges Traufgesims, Flachdach, Innenkonstruktion Kappendecken auf gusseisernen Stützen, daran anschließend:
  - 2. Produktionsgebäude (Flinschstraße): um 1882, Kalandersaal, Papiersaal I (Schneide- und Sortiersaal), Papiersaal II (Ausrüstung, Linierung), dreigeschossiger, lang gestreckter roter Klinkerbau, vertikale Gliederung durch hohe Segmentbogenfenster im Erdgeschoss, ehemals alleinstehendes Gebäude, Verbindungsbau als mit Klinkern zugesetzte Tordurchfahrt gestaltet, Toreinfahrt: Gestaltung mit Sandsteinquader, Bogen, Schlusssteine links bezeichnet mit „1537“ und rechts „1882“ sowie mittig Wappenstein (unbekannt), später Trafostation im Gebäude untergebracht, Inneres stark überformt, von der ursprünglichen Innenkonstruktion vereinzelt gusseiserne Stützen sichtbar
  - 3. Produktionsgebäude: (hofseitig, zweite Reihe, mittig): Papierverladeraum, Papiersaal III, ursprünglich zweigeschossiges Gebäude, später (nach 1872) aufgestockt und teils turmartig überhöht, untere Geschosse verputzt und Gliederungen in Putz und Porphyrtuff, jüngere Aufstockung in Klinker ausgeführt, Segmentbogenfenster, Eingangsbereich mit Arkadengliederung, rechter Eingang mit originaler Haustür, linker Eingang zugesetzt, Relief Peniger Rose, Hochwassermarken, im Innern repräsentative geradläufige Pfeilertreppe, schmiedeeiserne Treppengeländer in klassizistischen Formen (Funktionsangaben nach Heino Castorf: Die Patentpapierfabrik zu Penig, 1897)
  - 4. Turbinenhaus: um 1915, Putzbau mit Satteldach, im Reformstil um 1910/15, Porphyrtuffsockel, im Nordwesten repräsentative Giebelgestaltung mit Doppelpilasterrahmung und großem Dreieckgiebel über Konsolgesims, dieser mit Relieffigur eines Papiermachers geschmückt, große Fensteröffnungen, u. a. dreiteiliges Segmentbogenfenster in der Giebelfront, davor Wandbrunnen zum Gedenken für die im Ersten Weltkrieg gefallenen Fabrikangehörigen: dreiteilig, Sandstein mit zwei Bronzetafeln, mittig Brunnenbecken, darüber umkränzte Wappenkartusche mit wasserspeiendem Löwenkopf, Bepflanzung, zwischen Produktionsgebäude unter drittem und viertem Verbindungsgang im ersten Obergeschoss
  - 5. Schaltanlagenhaus: südöstlich des Turbinenhauses unter 4., um 1915 wohl unter Einbeziehung vorhandener Bausubstanz (Maschinengebäude) errichtet (im Innern ältere gusseiserne Säule sichtbar), hallenartiger Baukörper, im Reformstil um 1910/15, an der südöstlichen Giebelseite großes, achtteiliges Segmentbogenfenster mit Glasbausteinen, Traufseite ebenfalls große, sechsteilige Fenster, Krüppelwalmdach, Fassade durch Gesimse gegliedert, verputzt, teilweise saniert, im Innern stark verändert
  - 6. Kollergang (am Haupttor, Flinschstraße): Trog mit zwei Steinen, zum Zerkleinern von Altpapieren und Wiederaufbereitung, erste Hälfte 20. Jahrhundert, Hersteller war Ernst Hoffmann aus Niederschlema, Antriebsleistung 30 kW, Eintragsmenge 600 kg, Masse des Steins drei Tonnen (Angaben nach Informationstafel am Kollergang), 1987 aus der Produktion genommen, restauriert und zur Erinnerung an die jahrhundertealte Tradition Penigs als Standort der Papierherstellung aufgestellt
  - 7. Schausammlung historischer Laborgeräte für die Prüfung der Papierqualität und Peniger Egoutteure (10 Wasserzeichenwalzen/Siebwalzen aus den Jahren 1897 – 1940, aufgrund veränderter Produktionsprozesse nicht mehr in Gebrauch), große technikhistorische Bedeutung

 Zum Denkmalwert: Seit 1537 nachgewiesener Standort einer Papiermühle, bis heute noch produzierende Papierfabrik und damit die älteste in Deutschland produzierende Papierfabrik. Mit der Übernahme der Mühle 1834/1835 durch den aus einer Papiermacher stammenden bedeutenden sächsischen Papierfabrikanten und -händler Ferdinand Traugott Flinsch (1792–1849, ab 1836 alleiniger Inhaber) Ausbau zu einer Papierfabrik und der Herstellung von hochwertigen Papieren insbesondere für die Buchdruck- und Messestadt Leipzig erlangt die Fabrik große industriegeschichtliche Bedeutung. Mit der Entwicklung der Peniger Papierfabrik sind auch verschiedene Innovationen verbunden, so wurde hier u. a. das Papier für das erste deutsche Papiergeld, die „Churfürstlich Sächsischen Cassen-Billets“, hergestellt und die erste Langsiebpapiermaschine der Firma Bryan Donkin aus England aufgebaut. Anhand des heutigen Gebäudebestandes der Fabrik, der verschiedene Bauentwicklungsphasen zwischen 1880 und 1925 umfasst, lässt sich vor allem die Papierproduktion im Zeitalter der Industrialisierung anschaulich nachvollziehen. Bis zu fünf Papiermaschinen waren gleichzeitig in der Fabrik aufgestellt und benötigten eine Vielzahl von Produktionsgebäuden. Die Fabrikgebäude sind entsprechend der jeweiligen Architekturauffassung teils aufwändig gestaltet und baugeschichtlich von Bedeutung. Das Turbinenhaus verweist auf die Energiegewinnung in der Vergangenheit. Darüber hinaus ist ca. 400 m südlich der Fabrik die Gasanstalt erhalten, die zwischen 1863 und 1920 das Werk mit Gas und ab 1865 auch die Stadt Penig versorgte (versorgungsgeschichtliche Bedeutung). Als größter Gewerbebetrieb am Ort steht die Geschichte der Papierfabrik in engster Beziehung zur Geschichte von Penig, woraus sich auch eine große stadtgeschichtliche Bedeutung ergibt. Von den einstigen Zweigwerken in Wilischthal, Reisewitz und in Wolkenstein (Holzschleiferei) ist keine denkmalwürdige Gebäudesubstanz erhalten geblieben.